# Josef Zeitler

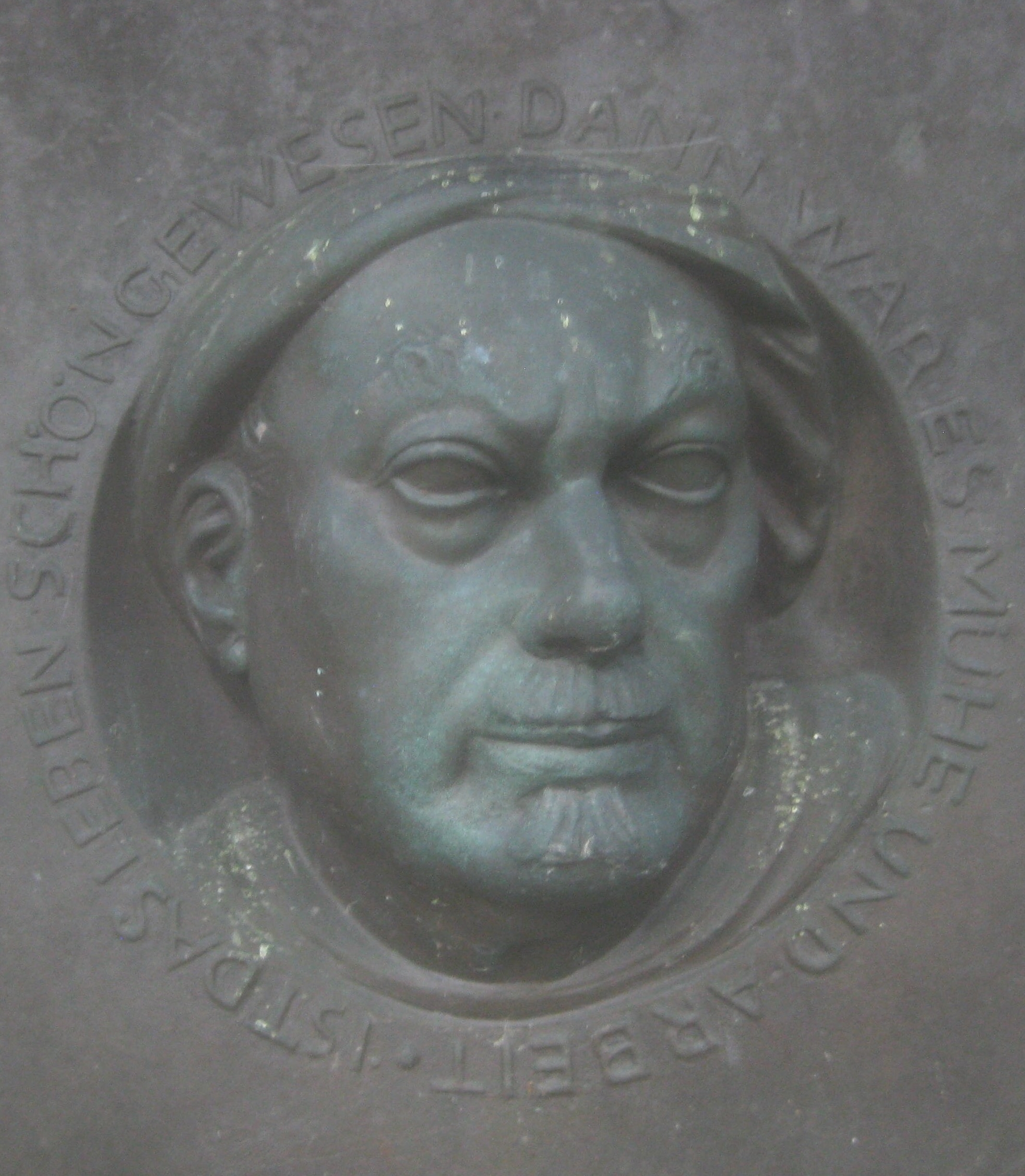
Selbstbildnis Josef Zeitlers auf seinem Grabmal

Josef Zeitler, auch Joseph (* 24. September 1871 in Fürth; † 24. März 1958 in Stuttgart) war ein deutscher Bildhauer, der vor allem durch plastischen Architekturschmuck in Stuttgart und ganz Württemberg hervortrat. Er ließ sich 1897 in Stuttgart nieder und lehrte dort von 1923 bis 1937 als Professor an der Höheren Bauschule. 1941 plante Zeitler eine „Selbstbiographie, die er zu seinem 70. Geburtstag als Rückschau und Rechenschaft über ein tätig bewegtes Künstlerleben veröffentlichen“ wollte. Es ist nicht bekannt, ob Zeitler diese Autobiografie tatsächlich niedergeschrieben hat, desgleichen ist auch nichts bekannt über den Verbleib seines Nachlasses.

## Leben
Zeitler wurde im fränkischen Fürth in der Heiligen Gasse (heute Heiligenstraße) geboren, später wohnte die Familie hauptsächlich in der Schützenstraße (heute Wilhelm-Löhe-Straße). Von seiner Geburt erzählte Zeitler in seiner humorvollen Art: „Mein Vater behauptete, dass ich in einen Maßkrug hineingegangen wäre, so klein war ich und eine lange Lebensdauer hätte mir keiner versprochen.“ Josefs Vater war der Schreinermeister August Paulus Zeitler, der seinen Sohn schon früh „zu strenger beruflicher Mitarbeit“ anhielt. Das Hauptgeschäft des Vaters bestand in der Anfertigung kunstvoller Schmuckkästchen.
Zeitler besuchte bis zu seinem 13. Lebensjahr die Volksschule. Seine Mutter (1840–1880), die erste Ehefrau seines Vaters, war „eine fromme und kunstliebende Frau“, die aus ihrem Sohn gern einen Maler gemacht hätte. Seine Lieblingsfächer waren Zeichnen, Singen, Turnen und Geografie. Ein Verwandter seiner Mutter, Vetter Kriegbaum, ein Maler und Fotograf, erteilte ihm ab seinem sechsten Lebensjahr Zeichenunterricht. Später äußerte Zeitler über ihn: „Dieser Mann mit seinem vornehmen Wesen hatte den größten Einfluß auf meine ganze Kindheit.“ Mit neun Jahren eröffnete der kleine Zeitler eine Zeichenschule für Kinder, in der „meistens … Jumpos (Elefanten) gezeichnet“ wurden. In der kargen Freizeit, die zum Spielen übrigblieb, beschäftigte er sich am liebsten mit Zirkusspielen, Kasperletheater und Theaterspielen. Die zweite Frau seines Vaters war die jüngere Tochter von Theodor von Muncker, der von 1863 bis zu seinem Tod 1900 Bürgermeister von Bayreuth war und maßgeblich die Realisierung von Richard Wagners Festspielidee in Bayreuth vorantrieb. Durch seine Stiefmutter kam Zeitler des Öftern nach Bayreuth. „Der Vater dieser zweiten Frau war mit Richard Wagner eng befreundet und so kam ich fast täglich in das Haus „Wahnfried“ und wurde Siegfrieds guter Freund und Spielkamerad.“

### Lehrzeit
Nach Beendigung der Schulzeit wurde Zeitler um 1884 mit dreizehn Jahren nach Gütersloh in Westfalen zu seinem Onkel Johann Zeitler in die Lehre geschickt, der eine gutgehende Werkstätte für christliche Kunst betrieb. „Nach vierjähriger harter, aber auch sehr fruchtbringender Lehrzeit … rückte er bei Nacht und Nebel von dort aus; der junge Geselle, im Bewußtsein seiner Tüchtigkeit als Steinmetz, Bildhauer, Schreiner und Drechsler mochte sich eben nicht länger als Kindermädchen, Hausknecht und Viehfütterer gebrauchen lassen.“ Bei einem Hafnermeister in Aschaffenburg lernte er „in einigen Wochen auch die Technik der Keramik“.

### München
Danach kam er um 1888 für einige Wochen zurück nach Fürth, um nach einem unersprießlichen Intermezzo als Schnitzer von Spiegelrahmen die „Flucht“ nach München anzutreten. Hier setzte der siebzehnjährige Zeitler seine Ausbildung bei dem Bildhauer Josef Flossmann fort und kam auch in Berührung mit den renommierten Architekten Gabriel von Seidl, Emanuel von Seidl, Theodor Fischer, Friedrich von Thiersch, Georg von Hauberrisser und Hans Grässel, durch die er unter anderem auch Arbeit bei der Ausschmückung des Bayerischen Nationalmuseums, des Neuen Rathauses, des Justizpalasts und der Kirche St. Anna im Lehel fand.
In der bayerischen Hauptstadt arbeitete Zeitler auch in einem Atelier für christliche Kunst. Dort lernte er den gleichaltrigen Ignatius Taschner kennen, der von 1889 bis 1895 an der Münchner Kunstakademie studierte. Taschner war ein lebenslustiger Franke wie Zeitler, und beide waren in vielerlei Hinsicht einander geistesverwandt. Beide arbeiteten in den verschiedensten Materialien, beide liebten das Kleinplastische und die volkstümlichen Genre- und Märchenmotive. Von Sebastian Kneipp erhielten sie den Auftrag, einen Altar für Bad Wörishofen zu schaffen, für beide der erste größere Auftrag. Während Zeitler auch später in seinem Kunststil der Tradition verhaftet blieb, entwickelte sich der vielseitige Taschner zum Jugendstil hin, ohne seine Neigung für volkstümliche Kunst aufzugeben.

### Wanderjahre
Es ist nicht bekannt, wann Zeitler München verließ, jedenfalls begann er anschließend seine Wanderjahre, die ihn „ohne jegliche Barmittel als fahrender Geselle“ zu Fuß quer durch Deutschland und nach Italien, Frankreich, in die Niederlande, nach Belgien, in die Schweiz, nach Österreich, Ungarn, Dalmatien, Großbritannien, Dänemark und Schweden führten. Unterwegs verdingte er sich als Bildhauer, um seinen Lebensunterhalt zu bestreiten und sich in seinem Beruf zu vervollkommnen. Im Zusammenhang mit der Arbeit an der Innenausstattung des Berliner Stadtschlosses hielt er sich zu Studienzwecken ein Jahr lang in Paris auf, um im Auftrag von Kaiser Wilhelm II. ein Zimmer in Schloss Fontainebleau zu kopieren. In Paris besuchte er die Académie Julian und traf den berühmten Bildhauer Auguste Rodin, der ihn „zu seinen beiden ersten Arbeiten: figürliche Holzschnitzereien, denen eine intime humoristische Note eignete“ beglückwünschte. In Brüssel arbeitete er an der künstlerischen Ausschmückung von Joseph Poelaerts Justizpalast mit und in Lüttich an der Ausgestaltung der Rathaustreppe.
Auch in Deutschland arbeitete Zeitler an der Ausschmückung vieler Gebäude in vielen Städten mit, unter anderem in Berlin, wo er unter den Architekten Paul Wallot, Alfred Messel und Ludwig Hoffmann am Reichstagsgebäude und an der Staatsbibliothek sowie an der Innenausstattung des Berliner Stadtschlosses mitarbeitete. Seine Arbeit in Berlin trug ihm eine Essenseinladung ein, bei der er neben Bismarck saß, der anerkennend bemerkte: „Nun, Sie kleiner Mann haben schon Großes geleistet“. Des Weiteren war er am Hamburger Rathaus beschäftigt, an den Synagogen in Mainz und Frankfurt am Main, an Bauten in den Städten Köln und Münster sowie an einer von Heinrich Jassoy erbauten Kirche in Düsseldorf. Jassoy, der das Stuttgarter Rathaus erbaute, empfahl ihn dorthin, wo er zusammen mit 140 anderen Bildhauern mit Arbeiten für das neue Rathaus betraut wurde. Er schuf unter anderem 14 Reliefs, die nach weitgehender Zerstörung des Rathauses im Zweiten Weltkrieg heute im Depot des Stadtarchivs aufbewahrt werden und dem Anblick des Publikums entzogen sind.
Auf seinen Reisen lernte er wohl auch seine erste Frau kennen, die ihm zwei Töchter gebar, die ältere wurde 1893 in Köln geboren und die jüngere 1895 in Düsseldorf. Im gleichen Jahr weilte Zeitler vorübergehend in Stuttgart, wo er den plastischen Schmuck des Hauses Mörikestraße 21 schuf.
1932 zog Zeitler die Summe seiner Wanderjahre: Nachdem er sich nach München begeben hatte, begann „ein Leben voller Entbehrungen, Enttäuschungen aber auch voll reicher Erfolge. Meinen Vater kostete ich vom 14. Lebensjahr an keinen Pfennig mehr, denn ich habe weder eine Kunstakademie noch eine Kunstschule besucht, dafür jedoch bei unseren bekanntesten Meistern in deren Ateliers des In- und Auslandes gearbeitet und an Bauten von Bedeutung mitgeschafft, auch alle Länder Europas bereist und sehr viel gesehen und gelernt.“

### Stuttgart
1897 hatte sich Zeitler mit seiner Familie in Stuttgart niedergelassen, wo er die ersten drei Jahre im Haus Alexanderstraße 170 wohnte. Bis zu seiner Evakuierung im Zweiten Weltkrieg lebte er mit seiner Familie in verschiedenen Mietwohnungen in der Innenstadt (Heusteigstraße 103, Seestraße 97, 102, 32, Jägerstraße 34, Alleenstraße 36).
1903 mietete er ein Atelier im Haus Rote Straße 7 (heute Theodor-Heuss-Straße), später im Haus Marienstraße 9, von 1911 bis 1927 drei Stockwerke im Haus Marienstraße 48a, wo auch seine Hilfsbildhauer unterkamen, die er zur Bewältigung seiner vielen Aufträge anstellte. Seit 1928 bis zu seiner Emeritierung unterhielt er ein Atelier an der Höheren Bauschule und von 1941 bis 1943 und nach dem Krieg im Haus Weißenburgstraße 35. In den ersten Jahren ließ sich Zeitler im Adressbuch als Modelleur eintragen, später als Bildhauer, dann als Kunstbildhauermeister.
In Stuttgart wurde Zeitler „mit Aufträgen überhäuft“. Ab 1901 bis weit in die 1920er Jahre wurde er oftmals mit der bildhauerischen Ausstattung von Kirchen und öffentlichen Bauwerken in Stuttgart, aber auch anderswo in Württemberg betraut (Elisabethenkirche, St.-Fidelis-Kirche, Heilandskirche, Schlachthof, Hans-Sachs-Haus, Heusteigschule, Graf-Eberhard-Bau, Salamanderbau, Markthalle, Rathaus, Kunstgebäude, Hans-im-Glück-Brunnen, Waldfriedhof, Hauptfriedhof). Bei der Stuttgarter Altstadtsanierung 1906–1909 lieferte er den plastischen Schmuck für sämtliche neu erbauten Gebäude. Er arbeitete mit allen namhaften Architekten zusammen, unter anderem mit Theodor Fischer, Karl Hengerer, Paul Bonatz, Paul Schmohl, Albert Eitel, Martin Elsaesser, Albert Pantle und Clemens Hummel.

### Lehrtätigkeit
Bereits vor dem Ersten Weltkrieg hatte Zeitler Rufe an die Kunstgewerbeschulen in Köln und Berlin erhalten, die er jedoch auch auf Drängen einflussreicher Persönlichkeiten ablehnte. Am 1. Juli 1923 oder schon 1922 wurde Zeitler als Professor an die Staatliche Höhere Bauschule in Stuttgart berufen, die im historischen Egle-Bau (Schellingstraße 24) residierte, dem Bau 1 der heutigen Hochschule für Technik. Er unterrichtete an der Schule 15 Jahre lang in den Fächern Freihandzeichnen und Modellieren sowie im perspektivischen Zeichnen. Entsprechend dem Auftrag der Schule, eine praktische Ausbildung in den Bauberufen zu bieten, zog Zeitler durch seinen praxisbezogenen Unterricht den „Nachwuchs junger Architekturbildhauer zu besten Kunsthandwerkern heran“. Ab 1928 unterhielt Zeitler auch sein Atelier in der Bauschule. Im Frühjahr 1937 wurde Zeitler wegen Erreichung der Altersgrenze von seinen Pflichten entbunden.

### Zweiter Weltkrieg
Zeitler war bei Ausbruch des Zweiten Weltkriegs 68 Jahre alt. Während des Kriegs, spätestens 1943, übersiedelte Zeitler mit seiner Frau nach Kiefersfelden in Oberbayern, wo er bei dem Stuttgarter Bildhauer Emil Hipp unterkam. Hipp hatte 1933 einen Wettbewerb der Stadt Leipzig für ein monumentales Richard-Wagner-Denkmal gewonnen, das in dem neu anzulegenden Richard-Wagner-Hain errichtet werden sollte. Es ist anzunehmen, dass Zeitler, der in seiner Kindheit mit Siegfried Wagner befreundet war, an der Ausführung des Denkmals mitarbeitete, zumal Hipps Hilfskräfte zum Kriegsdienst eingezogen worden waren. Das Denkmal wurde 1944 fertiggestellt, aber nie aufgestellt.
Von Kiefersfelden aus versuchte Zeitler, das Projekt eines Brunnens „Schöne Lau und Stuttgarter Hutzelmännlein“ in Stuttgart unter Dach und Fach zu bringen. Die schriftlichen Verhandlungen zogen sich hin, und nach den verheerenden Luftangriffen 1944 hatte die Stadtverwaltung andere Sorgen.
Seit sich Zeitler um die Jahrhundertwende in Stuttgart niedergelassen hatte, war er über drei Jahrzehnte bestens mit Aufträgen versorgt. Trotz seines guten Einkommens erwarb Zeitler keinen Immobilienbesitz, sondern legte mit großer Leidenschaft eine kostspielige und wertvolle Kunstsammlung an („eine der bedeutendsten privaten Kunstsammlungen Württembergs“), die auch als Altersvorsorge gedacht war. Der Wert der Sammlung belief sich nach Zeitlers Angaben auf 80.000 Reichsmark, für einige Einzelstücke (von Tilman Riemenschneider, Veit Stoß, Syrlin) soll ihm ein US-amerikanisches Museum sogar eine Million Reichsmark geboten haben. Zeitler übergab 1943 seine Sammlung der Stadt Stuttgart zur Verwahrung in den Salzbergwerken in Kochendorf. Der größere, wertvollere Teil wurde jedoch entgegen der Absprache in Schloss Löwenstein gelagert. Dieses wurde „zwei Tage vor Kriegsschluß in Brand geschossen“, und Zeitlers Kunstsammlung wurde vernichtet.

### Alter
Nach Kriegsende kehrte Zeitler mit seiner Frau nach Stuttgart zurück, wo er bis zu seinem Tod in Degerloch im Haus Reginenstraße 38 wohnte (Mindestens ab 1948). Anders als nach dem Ersten Weltkrieg wurde der 74 Jahre alte Zeitler nach dem Zweiten Weltkrieg nur noch mit wenigen Aufträgen betraut. Das Haus seiner Frau (Seestraße 32) war ausgebombt worden, und er erhielt für seine 15-jährige Tätigkeit an der Höheren Bauschule eine Pension von etwa 500 DM, was immerhin etwa dem Anderthalbfachen des damaligen Durchschnittseinkommens entsprach. Zeitler empfand die Höhe seines Einkommens als prekär, zumal er auch noch die Miete für sein Atelier im Haus Weißenburgstraße 35 aufbringen musste. Die einzigen bekannten öffentlichen Aufträge nach dem Krieg waren der Bienenbrunnen (1945) und das Burgbrünnele (1949), beide in Stuttgart-Wangen. Außerdem erhielt Zeitler 1949 von der Stadt den Auftrag, eine Erinnerungsplakette zu entwerfen, die ihm netto 155 DM einbrachte.
Zeitler versuchte von 1949 bis 1955 vergeblich, der Stadt seinen Schöne-Lau-Brunnen anzudienen. Diese hielt Zeitlers Kunst für überlebt und glaubte auch, den geforderten hohen Preis nicht vertreten zu können. Die Idee, ihm einen bescheidenen „Ehrensold“ zu gewähren, wurde abgelehnt, weil sein Einkommen als zu hoch eingeschätzt wurde. Zeitler wies im Schriftverkehr mit der Stadt immer wieder auf den Verlust seiner Kunstsammlung hin, den nach seiner Meinung die Stadt zu vertreten hatte. Die Stadt lehnte es jedoch ab, Zeitler für seine Kriegsverluste zu entschädigen. Daraufhin versuchte Zeitler 1954, auf dem Rechtsweg einen Schadenersatz zu erlangen. Auch dieser Versuch blieb erfolglos.

### Familie
Zeitlers erste Frau hieß Ludowike Schmitz und lebte zur Zeit der Eheschließung in Düsseldorf, wo er sie am 13. Juli 1895 ehelichte. Sein Wohnsitz war zu dem Zeitpunkt Barmen. 1913 fertigte Zeitler eine Bronzebüste von ihr an, die im Zweiten Weltkrieg zerstört wurde. Aus der ersten Ehe gingen zwei Töchter hervor. Die ältere Tochter Magdalene Giessenhoffer-Zeitler (* 1893) wurde in Köln geboren und wohnte später mit ihrem Ehemann, dem Rechtsanwalt Robert Giessenhoffer (* 1890), in Stuttgart. Sie arbeitete vorwiegend als abstrakte Malerin, schuf aber auch ein gegenständliches Fresko zum Leben des heiligen Fidelis von Sigmaringen für die St.-Fidelis-Kirche in Stuttgart, für die Zeitler eine Figurengruppe und zwei Friese geschaffen hatte. (Das Fresko wurde 1944 im Zweiten Weltkrieg zerstört.) Die jüngere Tochter Adolfine Carolina Anna Irmgard gen. Anny (* 9. September 1895) wurde in Düsseldorf geboren, wo die Familie zu dem Zeitpunkt in der Corneliusstraße lebte, und heiratete den Maler Oswald Poetzelberger, mit dem sie in München und nach dem Zweiten Weltkrieg auf der Insel Reichenau wohnte. Zeitlers Sohn Paul H. Zeitler lebte in Richmond (Virginia) in den USA. Über ihn ist nichts Näheres bekannt.
Nach dem Tod seiner ersten Frau heiratete Zeitler die Witwe Emmy Löble geb. Lehrenkrauss (1886–1968), eine Tochter des Stuttgarter Bäckers Adolf Lehrenkrauss. Sie erbte durch ihren verstorbenen Mann nach dem Tod von dessen Eltern um 1935 das Haus Seestraße 32, das im Zweiten Weltkrieg zerstört wurde.

### Tod
In seinen letzten Lebensjahren litt Zeitler unter einem schweren Augenleiden, das fast zur Erblindung führte. Seine letzten Werke waren der Altar für die St.-Fidelis-Kirche in Stuttgart, für die er 1925 eine Figurengruppe über dem Hauptportal und zwei Engelsfriese geschaffen hatte, und das Modell einer Figur von „Walter von der Vogelweide“.
Josef Zeitler starb am 24. März 1958 im Alter von 86 Jahren. Seine Frau zog aus Degerloch in das Haus Stöckachstraße 23 in Stuttgart-Ost und starb 1968 im Alter von 82 Jahren. Beide sind in einem Grab auf dem Stuttgarter Waldfriedhof in Abteilung 10n bestattet.

## Werk
Zeitler wird hauptsächlich als Bauplastiker wahrgenommen, weil der größte Teil seines Werks aus plastischem Schmuck für öffentliche Bauten, Privatbauten und Kirchen sowie für Brunnen, Kriegerdenkmäler und Grabmälern besteht. Er liebte Kleinplastik, scheute aber auch vor größeren Formaten nicht zurück, wenn sie auch eher die Ausnahme bilden. Außer bei sakralen Werken und Denkmälern lebte er seine Freude aus, mit viel Phantasie humorvolle Gestalten und Szenen zu schaffen, die er aus dem Volksleben und dem Märchenschatz schöpfte. Von der Holzschnitzerei herkommend, betätigte er sich hauptsächlich als Steinbildhauer, seltener arbeitete er in Bronze, Eisen, Keramik und Stuck oder auch als Goldschmied.
Zeitlers Werk wurde vor allem bekannt durch seinen volkstümlichen Hans-im-Glück-Brunnen von 1909 auf dem Geißplatz in Stuttgart und viele Kleinplastiken und Reliefs mit Märchenszenen und Genrefiguren zur Stuttgarter Altstadtsanierung 1906–1909. Im Ersten Weltkrieg schuf er die Nagelfigur „Der Wackere Schwabe in Eisen“ aus Lindenholz, die zwangsläufig in breiten Bevölkerungskreisen bekannt wurde.

## Werkliste
Die folgende Werkliste enthält die Werke von Josef Zeitler, die durch Veröffentlichungen bekannt sind. Er hat ungleich viel mehr Werke geschaffen, die nicht öffentlich bekannt wurden, besonders Kleinplastiken in Privatbesitz und Grabdenkmäler.
In Zeitlers eigenhändiger Werkliste und bei Felix Schuster: Der Bildhauer Josef Zeitler. 1937, S. 59, werden darüber hinaus ohne nähere Spezifikation viele Bauwerke angegeben, zu denen Zeitler bildhauerische Beiträge geliefert hat, über die jedoch meist keine weiteren Details ermittelt werden können. In einer Reihe von Fällen wird Zeitler auch nicht in einschlägigen Monografien von Bauwerken erwähnt, obwohl andere Bildhauer namentlich angeführt werden. Dies mag damit zusammenhängen, dass Zeitler auch Aufträge bearbeitete, die von anderen Künstlern (Architekten und Bildhauern) entworfen wurden und an deren Ausführung er beteiligt war. Ein dokumentiertes Beispiel dafür ist die Martinskirche in Ebingen, deren plastischer Schmuck von anderen entworfen und von Zeitler und anderen ausgeführt wurde.
In anderen Fällen ist nicht genau bekannt, welcher Anteil am Bildhauerschmuck eines Gebäudes auf Zeitler zurückgeht:
- Altstadtsanierung: Für einige der hier aufgeführten Bildhauerwerke, die bei der Altstadtsanierung von 1909 entstanden, gibt es keine Quellen, die diese Werke ausdrücklich Josef Zeitler zuschreiben. In diesen Fällen wird als Beleg die allgemeine Zuschreibung von Julius Baum aus dem Jahr 1909 herangezogen:[41] Der Hans-im-Glück-Brunnen „ist das Werk des talentvollen Bildhauers J. Zeitler, ebenso die ganze übrige dekorative Skulptur der Bauten“ der Altstadtsanierung von 1909.
- Markthalle Stuttgart: Den Bildhauerschmuck der Markthalle führten nach #Fülscher 2014 Josef Zeitler und Jakob Brüllmann aus. Aus Felix Schuster: Der Bildhauer Josef Zeitler. 1937, S. 59–60, geht hervor, dass Zeitler die fünf Reliefs an der Hauptfassade erstellt hat. Die Hauptportale schuf Jakob Brüllmann.[42] Im Übrigen ist über die Arbeitsaufteilung zwischen den beiden Bildhauern nichts bekannt.

Wenn in der Werkliste nicht ausdrücklich darauf hingewiesen wird, dass Zeitler nach einem fremden Entwurf arbeitete, lässt sich grundsätzlich dann auf seine Urheberschaft schließen, wenn typische Zeitler-Motive wie Putten- und Genreszenen dargestellt sind.
| → Spaltenlegende und -sortierung |                                                    |
| Legende |                                                    |
| \| Spalte 1 \| b = Brunnen, d = Denkmal, g = Grabmal \| \| Spalte 2 \| r = Relief, s = Skulptur \| \| Jahr \| 1958– = 1958 oder früher, 1958+ = 1958 oder später \|                           |                                                    |
| Sortierung |                                                    |
| - Eine Spalte sortieren: das Symbol im Spaltenkopf anklicken. - Nach einer weiteren Spalte sortieren: Umschalttaste gedrückt halten und das Symbol anklicken. - Anfangssortierung: nach Jahr. |                                                    |
| Spalte 1 | b = Brunnen, d = Denkmal, g = Grabmal              |
| Spalte 2 | r = Relief, s = Skulptur                           |
| Jahr | 1958– = 1958 oder früher, 1958+ = 1958 oder später |

| Bild | 1  | 2  | Jahr      | Titel, Material, Maße / Literatur | Objekt                             | Standort                                                 |
| ---- | -- | -- | --------- | --- | ---------------------------------- | -------------------------------------------------------- |
|      |    | s  | 1895      | Ritterfigur auf Säulenpostament unter Baldachin, Fassade im ersten Obergeschoss des Hauses Mörikestraße 21 in Stuttgart Stadtarchiv: 17/1-1562 (Schriftverkehr Zeitlers mit der Stadt Stuttgart), 25. Juli 1949, 20. April 1953, #Zimdars 1993 | Mörikestraße 21                    | Stuttgart, Mörikestraße 21                               |
|      |    | r  | 1895      | Dekorreliefs und Rundmedaillon mit Kopf eines Nachtwächters mit Horn und Schlüsselbund, Portal des Hauses Mörikestraße 21 in Stuttgart Stadtarchiv: 17/1-1562 (Schriftverkehr Zeitlers mit der Stadt Stuttgart), 25. Juli 1949, 20. April 1953, #Zimdars 1993 | Mörikestraße 21                    | Stuttgart, Mörikestraße 21                               |
|      |    | r  | 1895      | Drei Tierreliefs an der Erkerbrüstung im zweiten Obergeschoss des Hauses Mörikestraße 21 in Stuttgart Stadtarchiv: 17/1-1562 (Schriftverkehr Zeitlers mit der Stadt Stuttgart), 25. Juli 1949, 20. April 1953, #Zimdars 1993 | Mörikestraße 21                    | Stuttgart, Mörikestraße 21                               |
|      |    | r  | 1895      | Kartusche mit Baujahr 1895 und Initial S des Bauherrn Landgerichtsrat Richard Sieber, Bekrönung des Stufengiebels des Hauses Mörikestraße 21 in Stuttgart Stadtarchiv: 17/1-1562 (Schriftverkehr Zeitlers mit der Stadt Stuttgart), 25. Juli 1949, 20. April 1953, #Zimdars 1993. | Mörikestraße 21                    | Stuttgart, Mörikestraße 21                               |
|      |    | s  | 1901      | plastischer Schmuck am Westportal der Elisabethenkirche in Stuttgart, Giebelfigur der heiligen Elisabeth von Thüringen, Schmuckkapitelle, ornamentales Gewänderelief | Elisabethenkirche                  | Stuttgart, Elisabethenstraße 21                          |
|      |    | r  | 1902      | Fassadenschmuck des Verwaltungsgebäudes des ehemaligen Schlachthofs in Stuttgart, heute Schweinemuseum und Gasthaus: zwei girlandengeschmückte Rinderschädel, zwei kleine Medaillons mit dem Stuttgarter Rössle, zwei versenkte Reliefs mit einem girlandengeschmückten Schlachttier. – Nicht abgebildet: vier versenkte Reliefs mit Schlachttierträgern als Kapitellschmuck der Eingangsarkaden, Widder und Schwein als Bekrönung der flankierenden Blendpfeiler | Schlachthof                        | Stuttgart, Schlachthofstraße 2                           |
|      |    | r  | 1903      | Wanduhren mit bildhauerischem Schmuck von Josef Zeitler im Sitzungssaal und in der Kassenhalle der ehemaligen Allgemeinen Rentenanstalt in der Tübinger Straße 26 (heute Württembergische & Wüstenrot). Gebäude 1944 im Zweiten Weltkrieg zerstört. Fotos: 1905, rechts: Sitzungssaal. | Allgemeine Rentenanstalt           | Kriegsverlust                                            |
|      |    | r  | 1903      | Ornamentaler Schmuck am Giebeldreieck der ehemaligen Allgemeinen Rentenanstalt, Tübinger Straße 26 (heute Württembergische & Wüstenrot), Gebäude 1944 im Zweiten Weltkrieg zerstört, Merkurstatue an der Giebelspitze von Gustav Adolf Bredow (1875–1950), Fotos: 1905, rechts: Straßenfassade | Allgemeine Rentenanstalt           | Kriegsverlust                                            |
|      |    | r  | 1903      | Fries über dem Haupteingang der ehemaligen Allgemeinen Rentenanstalt, Tübinger Straße 26 (heute Württembergische & Wüstenrot), Gebäude 1944 im Zweiten Weltkrieg zerstört | Allgemeine Rentenanstalt           | Kriegsverlust                                            |
|      |    | rs | 1903–1904 | plastischer Schmuck am Eingang, Loggia mit Konsole und Fries, Löwe aus Metall auf dem Dach #Bongartz 1975, S. 80 | Villa Hauff mit Werkstatthaus      | Stuttgart, Gerokstraße 7                                 |
|      |    | sr | 1904–1905 | plastischer Schmuck des Hans-Sachs-Hauses in Stuttgart; Die vier Spitzbogenfenster im ersten Stock zeigen je eine Kleinplastik bekannter Baukünstler des 15. Jahrhunderts (der Zeit von Hans Sachs). Kleinfiguren kauernder Männer dienen als Konsolen der Spitzbögen. Außerdem: Relief mit Porträt von Hans Sachs beim Eingangsportal, figürliche Schmuckkapitelle am Gewände des Eingangsportals, ornamentale Schmuckkapitelle im ersten Stock des Portalanbaus; Signatur JZ am ersten Strebepfeiler links vom Eingangsportal | Hans-Sachs-Haus                    | Stuttgart, Hauptstätter Straße 142                       |
|      |    | r  | 1905      | 14 Reliefs mit Genreszenen, Teil der Innendekoration des Alten Rathauses von 1905, nach dem Zweiten Weltkrieg im Städtischen Lapidarium, Inventarnummer 193-206, heute unzugänglich im Depot des Stadtarchivs/Stadtmuseums #Wais 1954.1, S. 126–127 | Altes Stuttgarter Rathaus von 1905 | Kriegsverlust                                            |
|      |    | s  | 1905      | Geschnitzter Treppenabschluss im Ratskeller Stuttgart, signiert: [???]. E. Suter, JZ; Rathaus im Zweiten Weltkrieg zerstört #Holz- und Steinbildhauer 1941, S. 51 (Foto) | Altes Stuttgarter Rathaus von 1905 | Kriegsverlust                                            |
|      |    | s  | 1905      | Modell der Stuttgarter Altstadtsanierung von 1906–1909 im Maßstab 1:100 nach den Plänen von Karl Hengerer #Baum 1909, Tafel 85, #Langner 1994, S. 168 | Altstadtsanierung                  | Verbleib unbekannt                                       |
|      | b  | s  | 1905/1906 | Puttenbrunnen mit reigentanzenden Putten auf einer Weltkugel im Vorhof der Heusteigschule in Stuttgart; Foto 1906 #Breuer 2001, S. 151–152, #Rundschau 1906, S. 96 | Heusteigschule                     | Stuttgart, Heusteigstraße 97                             |
|      |    | r  | 1905/1906 | Stuttgarter Rössle, zwei Fassadenreliefs an den seitlichen Pavillons der Heusteigschule in Stuttgart #Breuer 2001, S. 151 | Heusteigschule                     | Stuttgart, Heusteigstraße 97                             |
|      |    | r  | 1905/1906 | Puttenrelief, an der Fassade der Heusteigschule in Stuttgart, Erdgeschoss links #Breuer 2001, S. 151 | Heusteigschule                     | Stuttgart, Heusteigstraße 97                             |
|      |    | r  | 1905/1906 | Puttenrelief, an der Fassade der Heusteigschule in Stuttgart, Erdgeschoss rechts #Breuer 2001, S. 151 | Heusteigschule                     | Stuttgart, Heusteigstraße 97                             |
|      |    | r  | 1905/1906 | Linke Portalumrahmung der Heusteigschule in Stuttgart, Relief mit, rankenden, traubenbehangenen Weinstöcken und der säugenden Stute des früheren Stuttgarter Stadtwappens; Foto 1906 #Breuer 2001, S. 151, #Rundschau 1906, S. 95 | Heusteigschule                     | Stuttgart, Heusteigstraße 97                             |
|      |    | r  | 1905/1906 | Rechte Portalumrahmung der Heusteigschule in Stuttgart, Relief mit musizierenden Putten, rankendem Efeu und der säugenden Stute des früheren Stuttgarter Stadtwappens; Foto 1906 #Breuer 2001, S. 151, #Rundschau 1906, S. 95 | Heusteigschule                     | Stuttgart, Heusteigstraße 97                             |
|      |    | r  | 1905/1906 | Brüstungsgitter mit den Silhouetten musizierender Putten, Foto 1906 #Rundschau 1906, S. 95 | Heusteigschule                     | Stuttgart, Heusteigstraße 97                             |
|      |    | r  | 1906      | Zwei Portalreliefs der Bartholomäuskirche in Ilsfeld; Foto: Südliches Seitenportal #Schuster 1932, S. 128 | Bartholomäuskirche                 | Ilsfeld, Bartholomäuskirche                              |
|      |    | rs | 1906–1909 | Zweistöckiger Erker am Haus Eberhardstraße 12 in Stuttgart; Die zwei Fenster in beiden Stockwerken werden durch drei Blendpfeiler mit vorgesetzten Karyatiden oder Atlanten gerahmt. Die Brüstungen sind mit je zwei Relieftafeln geschmückt, im ersten Stock mit figürlichen Szenen, im zweiten Stock mit ornamentalen Motiven. Foto 1909 (durch die Bäume vor dem Gebäude kann der Erker heute nicht mehr komplett fotografiert werden.) #Baum 1909, Tafel 92 | Altstadtsanierung                  | Stuttgart, Eberhardstraße 12                             |
|      |    | s  | 1906–1909 | Eckfigur im ersten Stock des Hauses Eberhardstraße 12 in Stuttgart; Ein athletischer Mann biegt einen dürren Baum auseinander. Zu seinen Füßen kauert eine Putte, die ein Pflänzchen hält. An der Stirnseite der Konsole, die den Mann und die Putte trägt, zeigt ein Wappenschild die Losung: „Das Alte stürzt und neues Leben blüht aus den Ruinen“ (Friedrich Schiller: Wilhelm Tell), eine Anspielung auf die Altstadtsanierung. #Baum 1909, S. 92, #Kienzle 2009, S. 44 | Altstadtsanierung                  | Stuttgart, Eberhardstraße 12                             |
|      |    | rs | 1906–1909 | Eulenskulptur und zwei Reliefmedaillons mit Szenen aus dem Leben von Till Eulenspiegel an einer Ecke des Hauses Geißstraße 3 in Stuttgart | Altstadtsanierung                  | Stuttgart, Geißstraße 3                                  |
|      |    | s  | 1906–1909 | Zwei Geißböcke und ein Storchennest mit Froschkönig aus Kupfer als Giebelbekrönung des Hauses Geißstraße 7 in Stuttgart | Altstadtsanierung                  | Stuttgart, Geißstraße 7                                  |
|      |    | s  | 1906–1909 | Zwei fischschwänzige Halbfiguren an den Ecken des Hauses Geißstraße 7 in Stuttgart Linke Figur: Karl Hengerer (Architekt der Altstadtsanierung einschließlich dieses Hauses) mit Zeichendreieck und Zirkel und einem Vogel auf jeder Schulter Rechte Figur: Josef Zeitler (Bildhauer der Altstadtsanierung) mit Knüpfel und einer Maus auf jeder Schulter | Altstadtsanierung                  | Stuttgart, Geißstraße 7                                  |
|      |    | r  | 1906–1909 | Vier Reliefschlusssteine des Hauses Geißstraße 7 in Stuttgart | Altstadtsanierung                  | Stuttgart, Geißstraße 7                                  |
|      |    | r  | 1906–1909 | Renaissance-Portal des ehemaligen Weinhauses Geißstraße 12, Giebelverdachung mit Muschelrelief, Türumrahmung mit Rebengirlanden, Puttenatlanten, zwei Zwickelreliefs und Schlussstein mit Frauenkopf #Langner 1994, S. 171 | Altstadtsanierung                  | Stuttgart, Geißstraße 12                                 |
|      |    | r  | 1906–1909 | Erker im ersten Stock des Bäckerhauses Geißstraße 15 in Stuttgart; Die Relieftafel an der Brüstung stellt eine Szene aus dem Märchen „Hänsel und Gretel“ dar (Hänsel und Gretel und die Hexe beim Lebkuchenhaus). Die Fensterlaibung zeigt Ritzzeichnungen mit Märchenfiguren. Den Fenstergiebel schmückt ein versenktes Relief mit zwei kentaurartigen Mischwesen, die eine Brezel halten. Foto 1909 #Baum 1909, Tafel 912, #Kienzle 2009, S. 33 | Altstadtsanierung                  | Stuttgart, Geißstraße 15                                 |
|      |    | r  | 1906–1909 | Zweistöckiger Erker am Haus Nadlerstraße 10 (früher 5) in Stuttgart; Die Brüstung ist im ersten Stock mit fünf Relieftafeln geschmückt. Sie zeigen Szenen aus Eduard Mörikes Stuttgarter Hutzelmännlein. Szene 1 (von links nach rechts): am Stadttor (halb zerstört), 2: das Hutzelmännlein erscheint dem Schustergesellen Seppe, 3: Die schöne Lau, 4: Seppe trifft seine spätere Verlobte Vrone auf dem Hochseil, 5: der Rathausbrunnen; Der übrige Teil des Erkers war mit Ritzzeichnungen verziert, die später überputzt wurden. Foto 1909 Die Umrahmung der rundbogigen Eingangstür ist mit ornamentalen Reliefs von Zeitler geschmückt. #Baum 1909, Tafel 92, #Kienzle 2009, S. 34 | Altstadtsanierung                  | Stuttgart, Nadlerstraße 10                               |
|      |    | s  | 1906–1909 | Orgeldreher mit Äffchen, Eckfigur am Haus Steinstraße 7 in Stuttgart; Eine Holzschnitz-Version des Orgeldrehers („Jugendarbeit“) befand sich 1941 noch im Besitz von Zeitler. Foto rechts: Ansicht 1909 #Baum 1909, S. 91, #Bareis 1941.1 | Altstadtsanierung                  | Stuttgart, Steinstraße 7                                 |
|      |    | s  | 1906–1909 | Türrahmenrelief, heute nicht mehr vorhanden #Baum 1909, S. 90 | Altstadtsanierung                  | Stuttgart, Steinstraße 7                                 |
|      |    | r  | 1906–1909 | Hauseingang des Bäckerhauses Steinstraße 9, Relief mit Brotlaib und zwei schwebenden Putten, die eine Brezel tragen; Foto rechts: Ansicht 1909 #Baum 1909, S. 90, Tafel 89 | Altstadtsanierung                  | Stuttgart, Steinstraße 9                                 |
|      |    | r  | 1906–1909 | Zwei Schlusssteine vom Bäckerhaus Steinstraße 9, Reliefs mit Händler mit Esel und Sämann, Foto von 1909, nicht mehr vorhanden #Baum 1909, Tafel 89 | Altstadtsanierung                  | Stuttgart, Steinstraße 9                                 |
|      |    | r  | 1906–1909 | Zwei Fensterschlusssteine mit Vogelrelief am Haus Töpferstraße 3 in Stuttgart | Altstadtsanierung                  | Stuttgart, Töpferstraße 3                                |
|      |    | s  | 1907      | St. Martin, signiert: 1907 JZ; Foto 1912 #Rundschau 1912, Heft 1, Tafel 14 | Verbleib unbekannt                 | Verbleib unbekannt                                       |
|      | g  | s  | 1907      | Grabmal von Ludoviga Zeitler (1866–1907) auf dem Pragfriedhof in Stuttgart; Denkstein mit lateinischem Kreuz, zwei geflügelten Putten und einem Bienenkorb, Grab 1985 aufgelassen Felix Schuster: Der Bildhauer Josef Zeitler. 1937, S. 66 | Pragfriedhof                       | Stuttgart, Friedhofstraße 48                             |
|      |    | rs | 1908–1909 | Portalschmuck des Graf-Eberhard-Baus in Stuttgart, Reliefries und zwei Frauenstandbilder; Nur der Relieffries ist noch vorhanden. Foto rechts: Portal mit Relief und zwei Frauenstandbildern, 1909 #Langner 1994, S. 191 | Altstadtsanierung                  | Stuttgart, Eberhardstraße 10                             |
|      | b  | s  | 1909      | Hans-im-Glück-Brunnen am Geißplatz in Stuttgart #Böhm 2004, S. 16–18, #Kienzle 2009, S. 36–37, #Langner 1994, S. 174, #Petzold 1989, S. 86 | Hans-im-Glück-Brunnen              | Stuttgart, Geißplatz                                     |
|      |    | s  | 1909      | Bärenführer, Dudelsackspieler mit Tanzbär, Sandstein, Metall, ursprünglich an einem Haus in der Geißstraße, dann im Städtischen Lapidarium, Inventarnummer 307; Der Bär wurde gestohlen. Foto rechts: Bärenführer im ursprünglichen Zustand an einem Eckhaus an der Geißstraße, 1909 #Baum 1913, S. 207, 209, #Kienzle 2009, S. 33, #Schmid 2006, S. 107 | Altstadtsanierung                  | Stuttgart, Städtisches Lapidarium                        |
|      |    | rs | 1910      | Türflügel des Hauptportals der Stiftskirche St. Vitus in Ellwangen, Bronze; Entwurf von August Koch, Ausführung durch Josef Zeitler #Schuster 1932, S. 128, Felix Schuster: Der Bildhauer Josef Zeitler. 1937, S. 59 | Ellwangen                          | Ellwangen, Stiftskirche St. Vitus                        |
|      |    | s  | 1910–1911 | Bildhauerschmuck an der Westfassade der Villa Gemmingen in Stuttgart #Baer 1913 | Villa Gemmingen                    | Stuttgart, Mörikestraße 12                               |
|      |    | s  | 1910–1911 | Bronzegitter in der Villa Gemmingen in Stuttgart Felix Schuster: Der Bildhauer Josef Zeitler. 1937, S. 62 (Foto) | Villa Gemmingen                    | Stuttgart, Mörikestraße 12                               |
|      | b  | s  | 1911–     | Brunnen; Foto 1911 #Rundschau 1911, Heft 2, S. 16 | Verbleib unbekannt                 |                                                          |
|      |    | r  | 1911      | plastischer Schmuck am Hauptportal des ehemaligen Salamanderbaus in Stuttgart, Gebäude durch Neubau ersetzt, Verbleib des Portalschmucks unbekannt #Moderne Bauformen 1911, S. 556 | Salamanderbau                      | Stuttgart, Königstraße 19 A                              |
|      |    | r  | 1911/1912 | Drei Portalreliefs: Apostel Petrus mit fränkischer Bauernfrau und -büblein, Apostel Paulus mit fränkischem Bauern, „Kommet her zu mir, die ihr mühselig und beladen seid“, an der Peter-und-Paul-Kirche in Brettheim; Muschelkalk #Kappler 1915, S. 77–79 (mit Fotos), #Schuster 1932, S. 128 | Peter-und-Paul-Kirche              | Brettheim, Peter-und-Paul-Kirche                         |
|      |    | r  | 1911–1914 | Fünf Reliefs zwischen den Fensterreihen des ersten und zweiten Obergeschosses an der Hauptfassade der Stuttgarter Markthalle–60 (mit Fotos) Legende (Nummerierung von links nach rechts): 1/5. Vase mit Früchten (zweimal) 2. Ente, Vase mit Blumen, Hahn 3. fischschwänzige, nackte Nixe mit zwei Füllhörnern 4. zwei schwanzbeißende Fische, Vase mit Blumen, Eichhörnchen mit Riesennuss | Markthalle                         | Stuttgart, Dorotheenstraße 4                             |
|      |    | r  | 1911–1914 | Relief mit Stute und Fohlen über dem Ceresbrunnen in der Stuttgarter Markthalle, stark beschädigt; nach #Fülscher 2014 von Josef Zeitler oder Jakob Brüllmann; Foto links: Zustand 2014, rechts: 1914 #Neudeutsche Bauzeitung 1915, S. 89 (Foto), #Straumer 1914, S. 50 (Foto) | Markthalle                         | Stuttgart, Dorotheenstraße 4                             |
|      |    | s  | 1911–1914 | Eine von vier gleichen Echsenfiguren auf den Eckpfeilern der beiden Hauptportale der Stuttgarter Markthalle; nach #Fülscher 2014 von Josef Zeitler oder Jakob Brüllmann #Fülscher 2014 | Markthalle                         | Stuttgart, Dorotheenstraße 4                             |
|      |    | rs | 1912–     | Taufbecken der Stiftskirche St. Vitus in Ellwangen; Bronze; Entwurf von August Koch, Modelle von Josef Zeitler, Ausführung durch J. Ballmann, Stuttgart; Foto 1912 #Rundschau 1912, Heft 2, S. III, #Schuster 1932, S. 128, Felix Schuster: Der Bildhauer Josef Zeitler. 1937, S. 59 | Ellwangen                          | Ellwangen, Stiftskirche St. Vitus                        |
|      | b  | s  | 1913      | Faunbrunnen, Rundbrunnen aus Majolika mit zwei Faunfiguren und vier wasserspeienden Löwenmasken auf dem als Vase ausgebildeten Brunnenstock; Der Brunnen „stand 1913 im plastischen Garten der Großen Stuttgarter Kunstausstellung“ und wurde dann im Wandelgang der Falkertschule in Stuttgart aufgestellt. Im Zweiten Weltkrieg wurde der Brunnen zerstört. #Häuselmann 1919, S. 201–202, 204 (Foto), #Wasmuth 1914.2, S. 453 (Foto) | Faunbrunnen                        | Kriegsverlust                                            |
|      |    | r  | 1913      | Reliefs der Archivolten an dem Rundbogenportal der Heilandskirche in Stuttgart Außen: Zierband, abwechselnd mit einer Frucht und einem ährenpickenden Vogelpaar besetzt Mitte: Rundmedaillons mit Sonne, Blüten und den Tierkreiszeichen Innen: Zickzackband mit Blüten #Personenkartei, Felix Schuster: Der Bildhauer Josef Zeitler. 1937, S. 59 | Heilandskirche                     | Stuttgart, Sickstraße 37                                 |
|      |    | r  | 1913      | Schmuckkapitelle der flankierenden Säulen des Rundbogenportals der Heilandskirche in Stuttgart #Personenkartei, Felix Schuster: Der Bildhauer Josef Zeitler. 1937, S. 59 | Heilandskirche                     | Stuttgart, Sickstraße 37                                 |
|      |    | r  | 1913      | Schlusssteine der sieben Arkaden des Kunstgebäudes Stuttgart, drei verschiedene Relieftypen nach Entwürfen von Theodor Fischer, dem Architekten des Kunstgebäudes, die Bestandteile des württembergischen Wappens zeigen: Hirschstange, Jagdhorn mit Federbusch, Bruststück eines Löwen mit herausgestreckter Zunge #Freytag 1989, S. 57–58 | Kunstgebäude                       | Stuttgart, Schlossplatz 2                                |
|      |    | r  | 1913      | Ornamente der Kapitelle des Kunstgebäudes Stuttgart nach Entwürfen des Architekten Theodor Fischer; Die Säulenkapitelle wurden nach den Zerstörungen des Zweiten Weltkriegs nicht wiederhergestellt, die mit liegenden Figuren verzierten Reliefs der Eckpfeilerkapitelle sind erhalten (Kapitell des rechten Eckpfeilers an einer S. zerstört). Foto: eine S. des linken Eckpfeilerkapitells #Freytag 1989, S. 57–58, #Keyßner 1913, S. 26, #Nerdinger 1988, S. 259 | Kunstgebäude                       | Stuttgart, Schlossplatz 2                                |
|      |    | r  | 1913      | Umrahmungen der Türen und Bögen des Kunstgebäudes Stuttgart nach Entwürfen des Architekten Theodor Fischer; nach den Zerstörungen des Zweiten Weltkriegs nicht wiederhergestellt; Foto links: Teil einer Bogenlaibung von Josef Zeitler (das Reliefmedaillon ist von Jakob Brüllmann), 1913; rechts: Türumrahmung (die Reliefmedaillons der Türflügel sind von Wilhelm Nida-Rümelin), 1913 #Freytag 1989, S. 57–58, #Häuselmann 1913.1, S. XII, #Keyßner 1913, S. 26 | Kunstgebäude                       | Stuttgart, Schlossplatz 2                                |
|      |    | r  | 1913      | Terrakottareliefs an den Pfeilern der Ostwand des großen Hofs des Kunstgebäudes Stuttgart, im Zweiten Weltkrieg zerstört; Foto 1914 #Daiber 1914, S. 24 | Kunstgebäude                       | Kriegsverlust                                            |
|      |    | s  | 1913      | Zwei kauernde Figuren (nach #Wais 1954.1 nur die linke) von Trauernden als Bekrönung von zwei Pfosten des Haupteingangs zum Waldfriedhof in Stuttgart, nicht erhalten; Die Reliefs von Trauernden, die heute diese Pfosten zieren, sind wahrscheinlich nicht von Josef Zeitler. Foto links: Portalpfosten 1913, rechts: 2014, #Wais 1954.1, S. 80, #Wasmuth 1914.1 | Waldfriedhof                       | Kriegsverlust                                            |
|      |    | s  | 1913      | „Meine liebe Frau“, Bronzebüste von Josef Zeitlers erster Frau, im Zweiten Weltkrieg verloren #Kunst für alle 1913, S. 514, 518, Stadtarchiv: 17/1-1562 (Schriftverkehr Zeitlers mit der Stadt Stuttgart), Meine Verluste auf Schloß Löwenstein |                                    | Kriegsverlust                                            |
|      |    | rs | 1913/1914 | plastischer Schmuck am Konzerthaus Heidenheim; zweimal zwei gleiche musizierende Puttenpaare über der Terrasse des Eingangsvorbaus (1-2); je zwei Terrakottaplaketten (3-4) über den fünf Portalen des Eingangsvorbaus #Hornung 1989 (mit 4 Fotos), Felix Schuster: Der Bildhauer Josef Zeitler. 1937, S. 60 (mit 2 Fotos). Legende 1 Flötenspieler und Trommler mit Vogel 2 Lauten- und Cellospieler mit Eule 3 Pegasus springt über eine Lyra 4 aulosspielender Faun mit Riesenmaske und Ziegenbock | Konzerthaus Heidenheim             | Heidenheim an der Brenz, Alfred-Bentz-Straße 6           |
|      |    | r  | 1914      | Konsolenreliefs an den Gurtgesimsen des Wagenburg-Gymnasiums in Stuttgart; vier Typen: ABC-Bübchen, zwei Eichhörnchen, Vogelfamilie, traubenfressender Fuchs. Siehe auch: Wagenburg-Gymnasium, Kunst am Bau | Wagenburg-Gymnasium                | Stuttgart, Wagenburgstraße 30                            |
|      |    | r  | 1914      | Orpheus betört mit seinem Gesang die wilden Tiere, Arkadenrelief an der Ostfassade des Wagenburg-Gymnasiums in Stuttgart. Siehe auch: Wagenburg-Gymnasium, Kunst am Bau. #Fiechter 1918, S. 40, #Schmidt 1998, Felix Schuster: Der Bildhauer Josef Zeitler. 1937, S. 59 | Wagenburg-Gymnasium                | Stuttgart, Wagenburgstraße 30                            |
|      | b  | s  | 1914      | Jungfrau mit den Tränenschalen, Brunnenskulptur an der Rückseite der Feierhalle des Stuttgarter Waldfriedhofs, Kupfer, lebensgroß #Brunnen 2014 | Waldfriedhof                       | Waldfriedhof Stuttgart, Feierhalle                       |
|      |    | s  | 1914      | „Der Wackere Schwabe,“ pferdeführender Kreuzritter auf einem Postament mit der Inschrift „Der wackre Schwabe forcht sich nit“, Eiche #Schuster 1932, S. 127–128 | Altes Schloss                      | Stuttgart, Altes Schloss                                 |
|      | g  | s  | 1914      | Muster-Grabmal; Denkstein mit zwei Putten mit einer Rosengirlande, Muschelkalk; 1914 in der Ausstellung für Friedhofkunst auf dem Hoppenlaufriedhof ausgestellt, 1921 als Grabstein für Albert Pantle (Architekt des Waldfriedhofs) umgearbeitet #Pantle 1914, Tafel 80 | Waldfriedhof                       | Stuttgart, Waldfriedhof                                  |
|      |    | r  | 1915      | Der Wackere Schwabe in Eisen, stehender Kreuzritter mit Schwert und Schild auf einem Postament mit der Inschrift „Der wackre Schwabe forcht sich nit“, Lindenholz, Höhe 300 cm, Nagelfigur #Kohlhaas 1967, #Munzel-Everling 2012 (Foto), #Schuster 1932, S. 127–128, Felix Schuster: Der Bildhauer Josef Zeitler. 1937, S. 56 (Foto), 60 | Altes Schloss                      | Stuttgart, Altes Schloss                                 |
|      |    | r  | 1916      | Relief am Gebäude der ehemaligen Oberamtssparkasse und Oberamtspflege, heller Sandstein, 130 cm × 100 cm; Ein als römischer Soldat verkleideter Junge mit einem Eichenlaubbüschel und ein Mädchen im Kleidchen mit Ährenbündel werfen je eine Münze in eine bienenkorbähnliche Sparbüchse. Dahinter ist eine lodernde Fackel mit der Jahreszahl 1916 zu sehen. #Bergan 2009 | Ludwigsburg                        | Ludwigsburg, Gartenstraße 15                             |
|      | d  | r  | 1918+     | Denkmäler im Bereich des nach den Plänen von Paul Bonatz angelegten Ehrenmals für die gefallenen Soldaten des Ersten Weltkriegs in Abteilung 3 des Stuttgarter Waldfriedhofs 12 Gruppendenkmäler für einzelne Waffengattungen oder Truppeneinheiten mit Reliefschmuck, 6 Obelisken, viele Gedenktafeln, teilweise mit Reliefs Foto: Gruppendenkmal mit Vogelrelief für Soldaten der Luftwaffe Stadtarchiv: 17/1-1562 (Schriftverkehr Zeitlers mit der Stadt Stuttgart), 7. Juli 1951 („sämtliche Kriegerdenkmäler auf dem Waldfriedhof“) | Waldfriedhof                       | Stuttgart, Waldfriedhof, Abteilung 3                     |
|      |    | r  | 1919–     | Zwei Reliefs: Poseidon mit Delphin, Mädchen mit Hirsch und Blumengirlande; ehemals am Stadtgartengebäude in Stuttgart, das im Zweiten Weltkrieg zerstört wurde Felix Schuster: Der Bildhauer Josef Zeitler. 1937, S. 64 (mit 2 Fotos) | Stadtgartengebäude                 | Kriegsverlust                                            |
|      | b  | s  | 1919–     | Brunnen mit einer Hutzelmännleinfigur „in der Hofmitte eines Waldgenesungsheims bei Stuttgart“ #Häuselmann 1919, S. 201 | Standort unbekannt                 | Standort unbekannt                                       |
|      |    | s  | 1919–     | Wahrsager, Lindenholz, eine „Jugendarbeit“, 1941 noch im Besitz von Zeitler #Bareis 1941.1, #Häuselmann 1919, S. 202 (mit 2 Fotos) | Verbleib unbekannt                 | Verbleib unbekannt                                       |
|      |    | r  | 1919–1921 | Portalrelief der Alten Hauptpost in Tübingen | Alte Hauptpost                     | Tübingen, Europaplatz 2/1                                |
|      | b  | s  | 1921      | Gerberbrunnen am Nikolaiplatz in Reutlingen, etwa 4 Meter hoher Brunnenstock mit Skulptur eines Färbers (Foto: links) und eines Gerbers (rechts), achteckiger Brunnentrog aus Muschelkalk | Gerberbrunnen                      | Reutlingen, Nikolaiplatz                                 |
|      | d  | s  | 1922      | Ehrentafel für die gefallenen jüdischen Soldaten nach dem Entwurf des Architekten Willy Graf, Sandstein, Höhe 250 cm; drei durch Säulen getrennte Platten mit den Namen der Gefallenen, von zwei Löwen flankierte Davidskrone und Davidsstern als Bekrönung #Plate 2014, S. 137–138 | Synagoge                           | Stuttgart, Synagoge, Hospitalstraße 36                   |
|      |    | s  | 1924/1925 | Figurengruppe über dem Hauptportal der St.-Fidelis-Kirche in Stuttgart, Skulpturen Christi, des heiligen Fidelis von Sigmaringen und des heiligen Franz von Assisi, Kunststein | St.-Fidelis-Kirche                 | Stuttgart, St.-Fidelis-Kirche                            |
|      |    | r  | 1924/1925 | Engelsfries, Hochrelief mit musizierenden Engeln, links vom Hauptportal der St.-Fidelis-Kirche in Stuttgart, gelber Schilfsandstein | St.-Fidelis-Kirche                 | Stuttgart, St.-Fidelis-Kirche                            |
|      |    | r  | 1924/1925 | Engelsfries, Hochrelief mit musizierenden Engeln rechts vom Hauptportal der St.-Fidelis-Kirche in Stuttgart, gelber Schilfsandstein | St.-Fidelis-Kirche                 | Stuttgart, St.-Fidelis-Kirche                            |
|      | d  | r  | 1925–     | Gedenktafel für die Gefallenen des Ersten Weltkrieges im Vorraum der St.-Martins-Kirche #Hillegaart 2009, Felix Schuster: Der Bildhauer Josef Zeitler. 1937, S. 59 | Oberlenningen                      | Oberlenningen, Marktstraße 21, St.-Martins-Kirche        |
|      |    | s  | 1925–     | Liegender, flötenspielender Faun, Stein, am Garteneingang des ehemaligen Wohnhauses von Heinrich Scheufelen in Oberlenningen; Zustand und Verbleib unbekannt; (vergleiche: Burgbrünnele in Stuttgart von 1949) #Kunst 1925 (Foto) | Oberlenningen                      | Oberlenningen, Adolf-Scheufelen-Straße                   |
|      |    | s  | 1925–     | Treppenpfostenfigur, Holz, im ehemaligen Wohnhaus von Heinrich Scheufelen in Oberlenningen; Zustand und Verbleib unbekannt #Kunst 1925 (Foto) | Oberlenningen                      | Oberlenningen, Adolf-Scheufelen-Straße                   |
|      |    | s  | 1925–1926 | Hund und Katz, Sandstein, auf der Gartenmauerecke zum Heinrich-Scheufelen-Platz #Hillegaart 2009 | Oberlenningen                      | Oberlenningen, Buchsstraße 2 / Heinrich-Scheufelen-Platz |
|      |    | r  | 1926      | Sandsteinreliefs über dem Eingangsportal des ehemaligen Gemeindehauses (heute Kindergarten) in Oberlenningen, Wappenschild mit der Widmung „Der Gemeinde 1926 AS“ (AS für Adolf Scheufelen), eine Putte, die Flöte spielt, eine Putte, die einer Maske die Zunge/Hand herausstreckt, Zierleiste mit Kleingetier, teigrührendes Mädchen und lesender Junge #Hillegaart 2009, #May 1926, S. 1–3 | Oberlenningen                      | Oberlenningen, Tobelstraße 8                             |
|      | b  | s  | 1927      | Marktbrunnen oder Schwätzweiberbrunnen in Sindelfingen mit dem Standbild der „Schwätzweiber“, Ausführung durch R. F. Schäfer #Schuster 1932, S. 127, A. Steinbrenner: Der Bildhauer Professor Joseph Zeitler 1941, S. 10 (Foto) | Schwätzweiberbrunnen               | Sindelfingen, Corbeil-Essonnes-Platz 10                  |
|      | b  | s  | 1927      | Orpheusbrunnen, halbovaler Trog aus Kalkstein mit niedrigem, säulenartigen Brunnenstock, der eine Bronzefigur des Orpheus trägt; Der gelockte, nackte Orpheus hält eine Lyra und setzt einen Fuß auf eine wasserspeiende Schildkröte. Ehemals im Garten des Kunstgebäudes Stuttgart, heute im Städtischen Lapidarium Stuttgart, Inventarnummern 159-160 | Lapidarium                         | Stuttgart, Städtisches Lapidarium                        |
|      |    | r  | 1927      | Fassade des Haupteinganges der ehemaligen Schuhfabrik Salamander | Salamander-Areal                   | Kornwestheim                                             |
|      | bd | s  | 1928      | Kriegergedächtnisbrunnen für die Gefallenen des Ersten Weltkriegs, achteckiger Brunnentrog, Pfeiler als Brunnenstock mit Reiterskulptur eines Soldaten als Drachentöter, vier Löwenkopf-Wasserspeier, Relief mit Schwert mit Eichenlaub, Relief eines Eisernen Kreuzes #Schicketanz 1984 (mit Foto) | Erkenbrechtsweiler                 | Erkenbrechtsweiler, Uracher Straße 2, beim Rathaus       |
|      | b  | s  | 1928–1931 | Zwei Brunnen im Hof der Neuen Aula in Tübingen | Neue Aula Tübingen                 | Tübingen, Hölderlinstraße 5                              |
|      |    | s  | 1931      | Fassadenfigur eines schwäbischen Bauern, Wappen von Württemberg, am ehemaligen Hotel Ketterer in Stuttgart, Marienstraße 3; von Josef Zeitler und Gustav Adolf Bredow, bei Umbau 2012 entfernt | Verbleib unbekannt                 | Stuttgart, Marienstraße 3 (ehemals)                      |
|      |    | s  | 1932–     | Heiliger Martin am Portal der Klosterkirche in Beuron #Schuster 1932, S. 128 | Beuron                             | Beuron, Klosterkirche                                    |
|      |    | s  | 1937–     | Ludwig Thoma als Kentaur, Kleinskulptur | Verbleib unbekannt                 | Verbleib unbekannt                                       |
|      |    | s  | 1937–     | Wilhelm Raabe als Rabe, Kleinskulptur | Verbleib unbekannt                 | Verbleib unbekannt                                       |
|      |    | s  | 1937–     | Scherenschleifer, Eichenholz, Kleinskulptur | Verbleib unbekannt                 | Verbleib unbekannt                                       |
|      |    | s  | 1937–     | Wandernder Zimmergeselle, Eichenholz, Kleinskulptur | Verbleib unbekannt                 | Verbleib unbekannt                                       |
|      |    | s  | 1937–     | Stuttgarter Original „Der Pfeifer“ oder „Bettelmusikant“, Holz, Kleinskulptur #Holz- und Steinbildhauer 1941, S. 58 (Foto) | Verbleib unbekannt                 | Verbleib unbekannt                                       |
|      |    | s  | 1937–     | Stuttgarter Hutzelmännlein, nach Eduard Mörikes Gedicht Das Stuttgarter Hutzelmännlein, Höhe 42 cm, signiert: JZ | Privatbesitz                       | Stuttgart                                                |
|      | d  | s  | 1937–     | Kriegerdenkmal für die Gefallenen des Ersten Weltkriegs auf dem Alten Friedhof in Dettingen unter Teck, torartiges Denkmal mit zwei Stahlhelmen als Bekrönung und mit einem Reitermedaillon, im Zweiten Weltkrieg zerstört, 63 (Foto) | Kriegerdenkmal Dettingen           | Kriegsverlust                                            |
|      |    | s  | 1939      | Hirschkuh mit Jungem oder Hirschkuh mit Kitz, Sandstein, 1941 von der Stadt Stuttgart angekauft, zur Deutschen Gartenschau 1950 im Höhenpark Killesberg ausgestellt, heute Nachbildung in Bronze im Höhenpark Killesberg kurz vor dem Biergarten zwischen Stresemannstraße und Freilichtbühne #Bareis 1941.1, #Küster 2006, S. 20, #Wais 1954.1, S. 29 |                                    | Stuttgart, Höhenpark Killesberg                          |
|      |    | s  | 1940~     | Franziskus predigt den Vögeln, Holz, 14 cm × 12 cm #Nagel 1969, Nummer 477 | Verbleib unbekannt                 | Verbleib unbekannt                                       |
|      |    | r  | 1941–     | Beleuchtungskörper für eine Kaserne mit dem Relief der Sieben Schwaben, Holz #Holz- und Steinbildhauer 1941, S. 52 (Foto) | Verbleib unbekannt                 | Verbleib unbekannt                                       |
|      |    | r  | 1941–     | Beleuchtungskörper für eine Kaserne mit dem Relief der Schwäbischen Eisenbahn, Holz, signiert: JZ, IKL #Holz- und Steinbildhauer 1941, S. 53 (Foto) | Verbleib unbekannt                 | Verbleib unbekannt                                       |
|      |    | r  | 1941–     | Beleuchtungskörper für eine Kaserne mit dem Relief des Weißen Hirschs nach dem Gedicht „Der weiße Hirsch“ von Ludwig Uhland, Holz #Holz- und Steinbildhauer 1941, S. 54 (Foto) | Verbleib unbekannt                 | Verbleib unbekannt                                       |
|      |    | r  | 1941–     | Stuttgarter Weingärtner / Stuttgarter Hutzelmännlein, zwei Türfüllungen für den neuen Gästeempfangsraum im Stuttgarter Rathaus, Holz; Gebäude im Zweiten Weltkrieg zerstört #Holz- und Steinbildhauer 1941, S. 55 (Foto) | Verbleib unbekannt                 | Verbleib unbekannt                                       |
|      | b  | s  | 1941–     | Brünnlein mit Schäferin, Eiche, bemalt, ehemals im Stadtpark Fürth #Holz- und Steinbildhauer 1941, S. 55 (Foto) | Verbleib unbekannt                 | Verbleib unbekannt                                       |
|      |    | s  | 1941–     | Riese findet im Wald ein Liebespärle, Holz #Holz- und Steinbildhauer 1941, S. 56 (Foto) | Verbleib unbekannt                 | Verbleib unbekannt                                       |
|      |    | s  | 1941–     | „Nit mööglich“ (Clown Grock), Holz #Holz- und Steinbildhauer 1941, S. 56 (Foto) | Verbleib unbekannt                 | Verbleib unbekannt                                       |
|      |    | s  | 1941–     | Bärentreiber, Eichenholz #Holz- und Steinbildhauer 1941, S. 57 (Foto) | Verbleib unbekannt                 | Verbleib unbekannt                                       |
|      |    | r  | 1941–     | Haustürfüllung für einen Architekten, Holz, signiert: JZ #Holz- und Steinbildhauer 1941, S. 57 (Foto) | Verbleib unbekannt                 | Verbleib unbekannt                                       |
|      |    | r  | 1941–     | Luther – Goethe – Schiller – Der Alte Fritz, vier Figuren für einen Bibliotheksraum, Birnbaumholz #Holz- und Steinbildhauer 1941, S. 58 (Foto) | Verbleib unbekannt                 | Verbleib unbekannt                                       |
|      |    | s  | 1941–     | Allegorien „Begeisterung“, „Kampf“, „Wiedergeburt der Nation“, „Sieg“, 1941 ausgestellt #Bareis 1941.1 | Verbleib unbekannt                 | Verbleib unbekannt                                       |
|      |    | s  | 1941–     | Falknerin, Halbfigur, Terrakotta, 1941 ausgestellt #Bareis 1941.1, A. Steinbrenner: Der Bildhauer Professor Joseph Zeitler 1941, S. 10 (Foto) | Verbleib unbekannt                 | Verbleib unbekannt                                       |
|      | b  | s  | 1945      | Bienenbrunnen (Genossenschaftsbrünnele, Bienenkorbbrünnele) aus Travertin am Rennweg in Stuttgart-Wangen; rechtwinklige Eckmauer mit bienenkorbförmigem Brunnentrog, Brunnenstock mit Bienenkorb als Brunnenskulptur; Die früher den Bienenkorb umschwärmenden Bienen aus Bronze sind verschwunden. #Böhm 2004, S. 81, #Petzold 1989, S. 73, #Hofmeister 1987, S. 205 | Bienenbrunnen                      | Stuttgart-Wangen, Rennweg                                |
|      |    | s  | 1947      | St. Christophorus, Bronze, Höhe 29 cm, signiert Prof. Zeitler, datiert 1947 #Nagel 1969, Nummer 474 (Abbildung) | Verbleib unbekannt                 | Verbleib unbekannt                                       |
|      |    | s  | 1947      | Madonna mit Kind auf Mondsichel, Bronze, Höhe 29 cm, signiert Prof. Zeitler, datiert 1947; dazu Holzmodell, als Lampe montiert, Höhe 70 cm. #Nagel 1969, Nummer 475–476 (Abbildung) | Verbleib unbekannt                 | Verbleib unbekannt                                       |
|      | b  | s  | 1949      | Burgbrünnele (auch Faunbrünnele) am Ende des Rennwegs in Stuttgart-Wangen am westlichen Rand der ehemaligen Burg Hedelfingen; Konkav geschwungene Mauer mit quaderförmigem Brunnenstock und halbkugelförmigem Brunnentrog, Bekrönung des Brunnenstocks ist ein liegender, flötenspielender Faun; (vergleiche liegender, flötenspielender Faun in Oberlenningen) #Böhm 2004, S. 81, #Hofmeister 1987, S. 204, Stadtarchiv: 17/1-1562 (Schriftverkehr Zeitlers mit der Stadt Stuttgart), 25. August 1949 | Burgbrünnele                       | Stuttgart-Wangen, Rennweg                                |
|      |    | r  | 1949      | Erinnerungsplakette aus Kupferresten der Rathausruine Vorderseite: Rathaus, zwei Arbeiter beim Wiederaufbau, Umschrift „Geprägt aus Kupfer der Ruine des Stuttgarter Rathauses 1949“, signiert JZ Rückseite: Stuttgarter Rössle, Inschrift „Nach Bomben Wucht / und wilder Feuerglut / werd ich jetzt noch / zum Preis und Dank / für alle die zu dienen / die mitgewirkt am / Aufstieg aus Ruinen“ Stadtarchiv: 17/1-1562 (Schriftverkehr Zeitlers mit der Stadt Stuttgart), zwei Fotos der Plakette, Kostenaufstellung „Auslagen 1949“ | Plakette                           |                                                          |
|      |    | s  | 1950      | Hochaltarumrahmung der St.-Fidelis-Kirche in Stuttgart, bestehend aus einer Kreuzigungsgruppe, zwei Säulen mit einem Spitzbogen und zwei flankierenden Engelfiguren am Chorbogen, weißer Marmor, im Rahmen der Modernisierung 1964 entfernt #Fidelis 1975, S. 50 (Abbildung), Kirchliche Mitteilungen 1950 | Fideliskirche                      | Verbleib unbekannt                                       |
|      | g  | r  | 1958–     | Bronzerelief auf dem Grabmal von Josef Zeitler auf dem Stuttgarter Waldfriedhof | Waldfriedhof                       | Stuttgart, Waldfriedhof, Abteilung 10n                   |

## Rezeption
Josef Zeitler gehört zu den Künstlern, die sich in ihrem lokalen Wirkungskreis eines gewissen Bekanntheitsgrads erfreuten, aber darüber hinaus kaum Beachtung fanden. Die regionale Bedeutung Josef Zeitlers spiegelte sich meist nur in seinen populären Werken, während die Person des Künstlers unbekannt blieb. Für viele seiner Werke gilt, dass seine Urheberschaft nur in verstreuten Quellen ausfindig gemacht oder aus den kargen schriftlichen Äußerungen des Künstlers entnommen werden kann. Aus Anlass der Jubiläumsausstellung des Künstlerbunds Stuttgart erschien in der Illustrierten „Stuttgarter Leben“ 1941 ein Aufsatz über Josef Zeitler. Darin hieß es:

„Wer, so wie er, seine Kunst vornehmlich als die schmückende Schwester in den Dienst der Architektur gestellt hat und von führenden Baumeistern auch immer wieder zur Mitarbeit berufen wird, dessen Werden und Wirken braucht man nicht auf Ausstellungen zu verfolgen; man begegnet seinen Werken gewissermaßen auf Schrift und Tritt, wenn auch der Name ihres Urhebers meist in bescheidener Verborgenheit bleibt.“

Der Architekturschriftsteller Johann Friedrich Häuselmann lobte 1919 Zeitlers lebendige Darstellungsweise, die sich erfrischend von dem bis dahin vorherrschenden starren klassizistischen Stil unterschied:

„Schon sehr früh hat er mit handwerklichen Holzschnitzereien angefangen, die ihm zeitlebens eigentlich den Maßstab für seine Arbeiten gegeben haben. Zeitler ist, trotz gelegentlicher Versuche ins Große, Kleinplastiker, dem das barocke Münchener Leben den ersten Stil gegeben hat. (…) Zeitlers Kunst gründet sich auf figürliche Kleinplastiken mit mehr oder weniger barockem Zierwerk. Gelegentlich findet er auch einen Anklang ans Gotische, Renaissancistische, je nachdem es die architektonische Umwelt verlangt. (…)) Er hat in die ehedem rein klassisch-akademische Stuttgarter Plastik Fülle, Rundung, Weichheit, Lustigkeit gebracht; er war in der mit dem zwanzigsten Jahrhundert in Stuttgart einsetzenden Baukunst geradezu eine Notwendigkeit. Ohne ihn wäre diese wohl um vieles ärmer ausgefallen, und die gesamte Welt seiner Figuren, Tierlein und Menschlein, hätten keinen so ausgezeichneten Meister gehabt.“

Der Stuttgarter Architekt Felix Schuster (1876–1950), ein Protagonist des württembergischen „Heimatschutzes“ und wie Zeitler Professor an der Höheren Bauschule in Stuttgart, widmete Zeitler 1937 im „Schwäbischen Heimatbuch“ einen Aufsatz, in dem er besonders den volkstümlichen Zug von Zeitlers Kunst hervorhob:

„Ein besonderer Zug an Zeitlers Kunst ist sein Sinn für Humor und seine reiche Phantasie. (…) Überall sieht aus seinen Arbeiten der Schalk heraus wie so vielfach bei seinen geistigen Ahnen, unseren altdeutschen Meistern. Man betrachte nur etwa die drolligen Tiergestalten an der Stuttgarter Markthalle oder seine Putten. Eine besondere Vorliebe zeigt der Künstler für holzgeschnitzte Kleinplastik und dabei für Typen aus dem Volksleben wie Scherenschleifer, Bärentreiber, wandernde Zimmergesellen, Musikanten u. dgl.“

Außer den beiden aufgeführten monografischen Aufsätzen befassten sich nach dem Zweiten Weltkrieg nur Zeitungsartikel zu runden Geburtstagen und Nachrufe mit dem Künstler Josef Zeitler. Eine zusammenfassende Würdigung von Zeitlers Leben und Werk gibt es nicht.

## Mitgliedschaften
- Stuttgarter Künstlerbund: Josef Zeitler war Mitglied und Verwaltungsratsmitglied. 1941 wurde eine Jubiläumsausstellung der Künstlerbundmitglieder Julius Kurz, Josef Zeitler und August Köhler veranstaltet. In diesem Jahr war Zeitler auch 1. Vorsitzender des Künstlerbunds.
- Ausstellerverband des Künstlerbunds: 30 Jahre lang Vorstandsmitglied[54]
- Württembergischer Kunstverein: 20 Jahre Vorstandsmitglied[55]
- Stuttgarter Galerieverein[56]
- Landesausschuss für Denkmalpflege
- Prüfungsmeister für Holz- und Steinbildhauer sowie Stuckateure[8]

## Grabmal
Josef Zeitler ist zusammen mit seiner zweiten Frau Emmy Zeitler geb. Lehrenkrauss auf dem Stuttgarter Waldfriedhof in Abteilung 10n begraben. Zeitlers Grabstele ist zu beiden Seiten von Grabstelen befreundeter Künstlerbundmitglieder umgeben: links zwei Stelen für den „Kunstmaler, den schwäbischen Merian“ Walter Rombach (1898–1973) und rechts die Grabstele des „Kunstmalers“ August Köhler (1881–1964).
In die steinerne Grabstele von Zeitler ist eine hochrechteckige Reliefplatte aus Bronze eingelassen, die er wahrscheinlich (bis auf die später hinzugefügte Inschrift des Geburts- und Todesjahrs) selbst anfertigte. Die Platte erfüllt die Funktion einer illustrierten Kurzbiografie. Das Zentrum des Reliefs nimmt ein rundes Porträtmedaillon mit dem Selbstbildnis Zeitlers ein, umgeben von der Umschrift „Ist das Leben schön gewesen, dann war es Mühe und Arbeit.“ Die Bildunterschrift lautet: „Josef Zeitler, Bildhauer u. Prof. a. d. höh. Bauschule 1922 1937 / 1871–1958“. Die Konturenzeichnung eines Hauses zwischen den Jahreszahlen 1922 und 1937 illustriert die Dauer von Zeitlers Lehrtätigkeit an der Höheren Bauschule in Stuttgart. Über dem Porträt ist ein fliegender Vogel dargestellt, ein Symbol der Seele, die nach dem Tod die Erde verlässt.

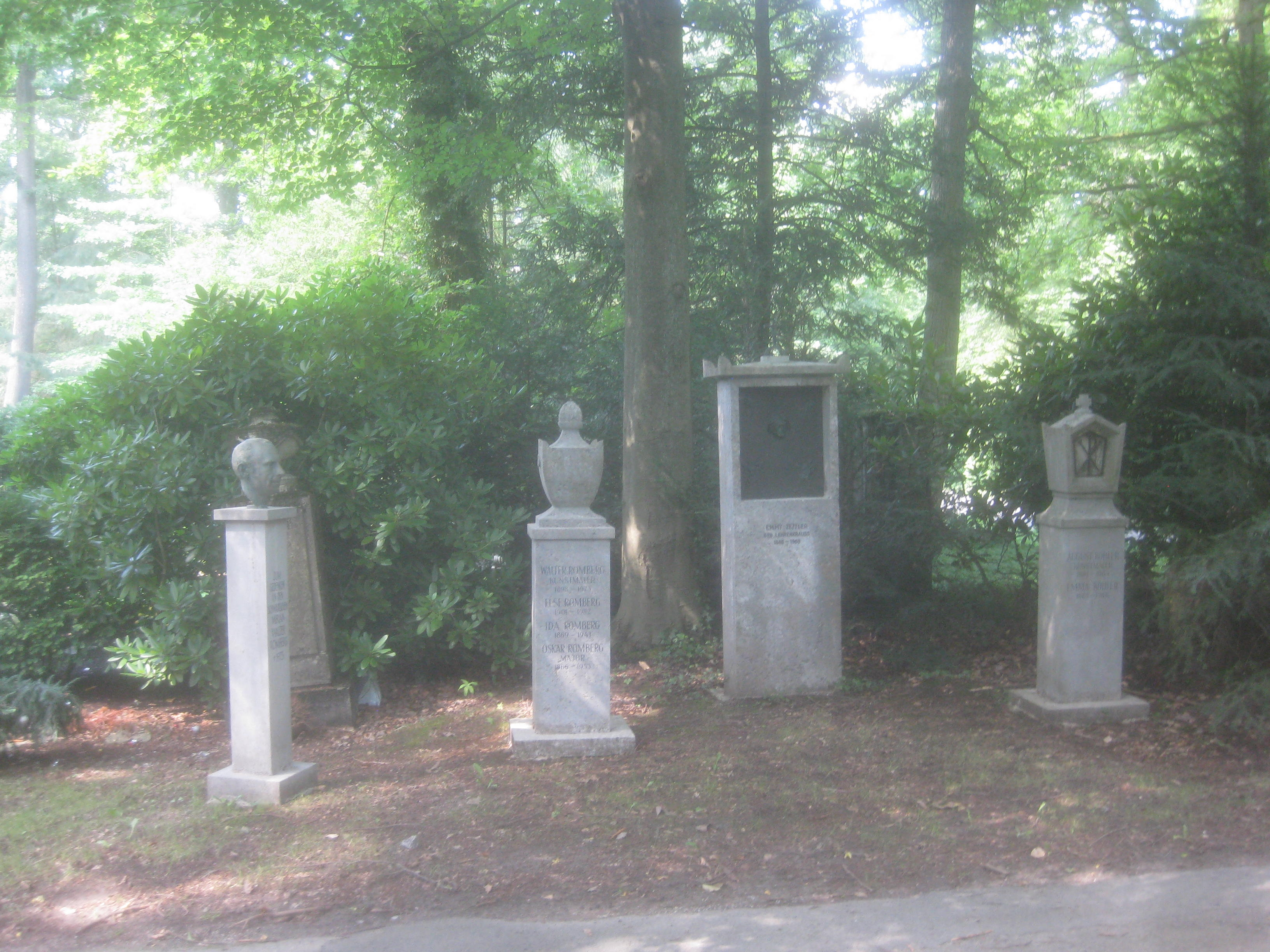
Von links: Grabmale von Walter Rombach (zwei Grabstelen), Josef Zeitler und August Köhler.
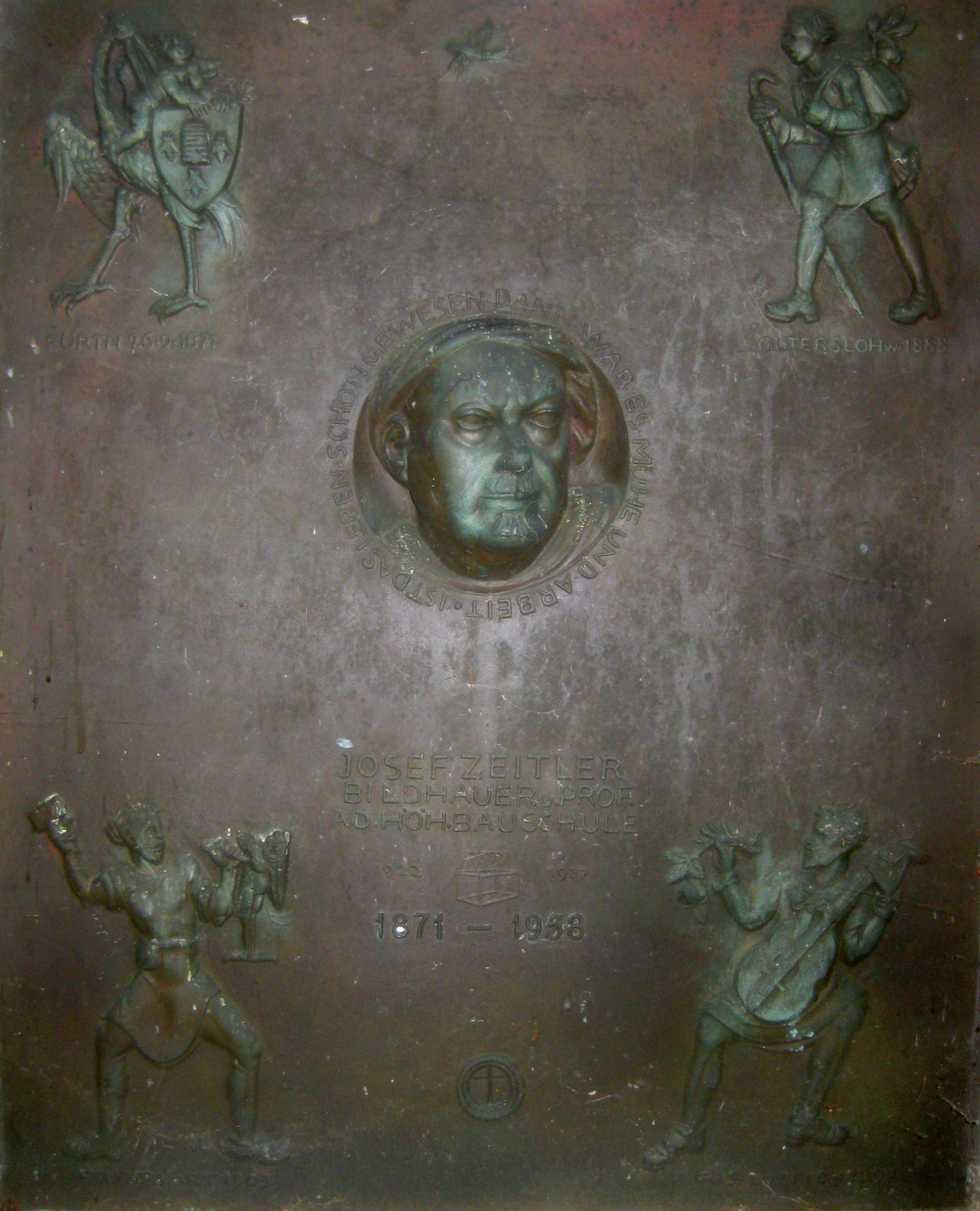
Reliefplatte.
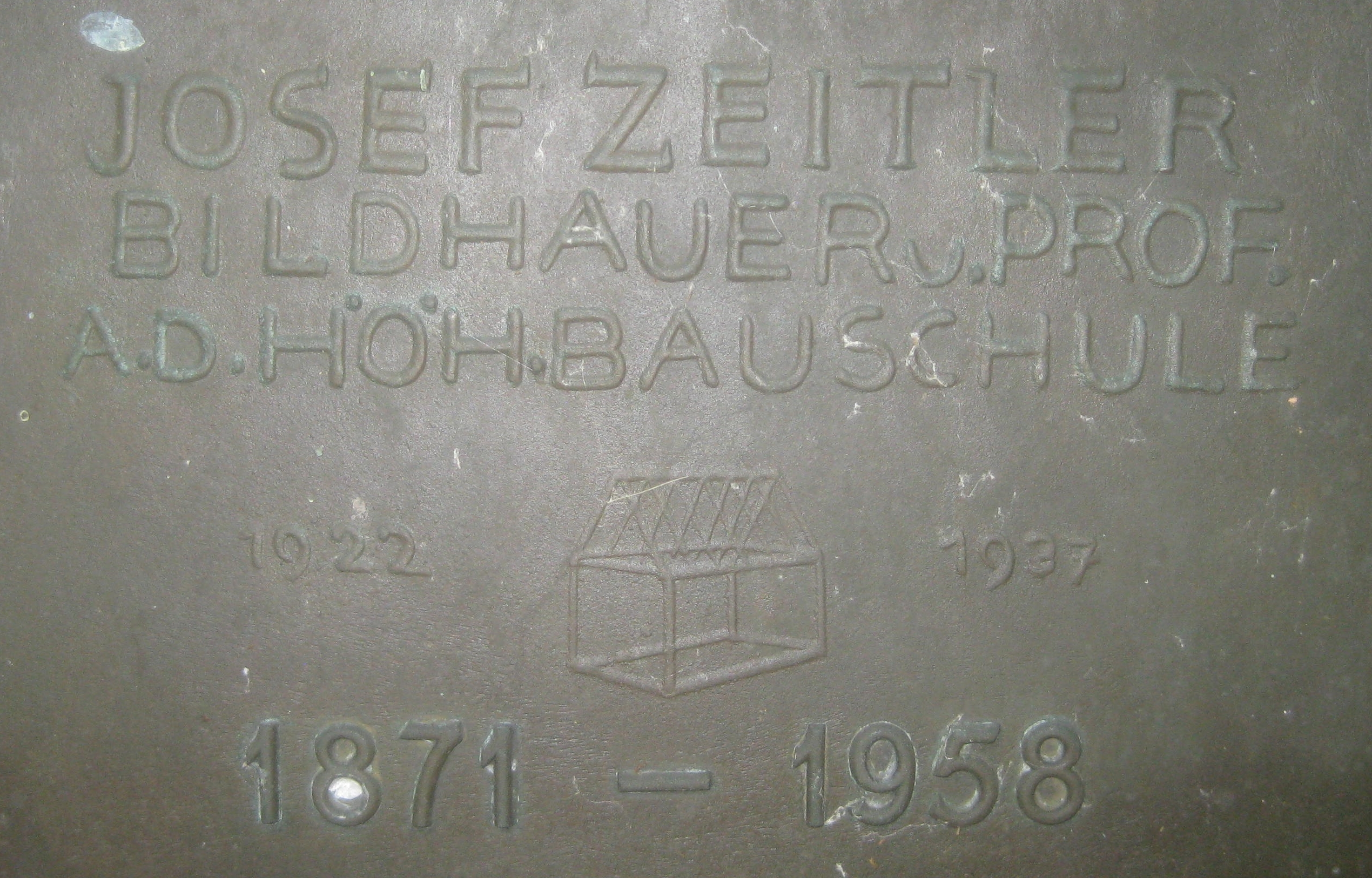
Bildunterschrift des Porträtmedaillons.

Vier Reliefs in den Ecken der Bronzetafel, die wie ein moderner Comic anmuten und sich durch Humor und einem Schuss Selbstironie auszeichnen, skizzieren wichtige Stationen im Leben des Künstlers. Der zeitliche Ablauf beginnt links oben mit der Geburt 1871 und setzt sich im Uhrzeigersinn fort mit seiner Lehrzeit in Gütersloh 1888, seinen Studienaufenthalten in Paris und Lüttich 1893 und 1897 und seiner Bildhauerarbeit in Stuttgart 1903.

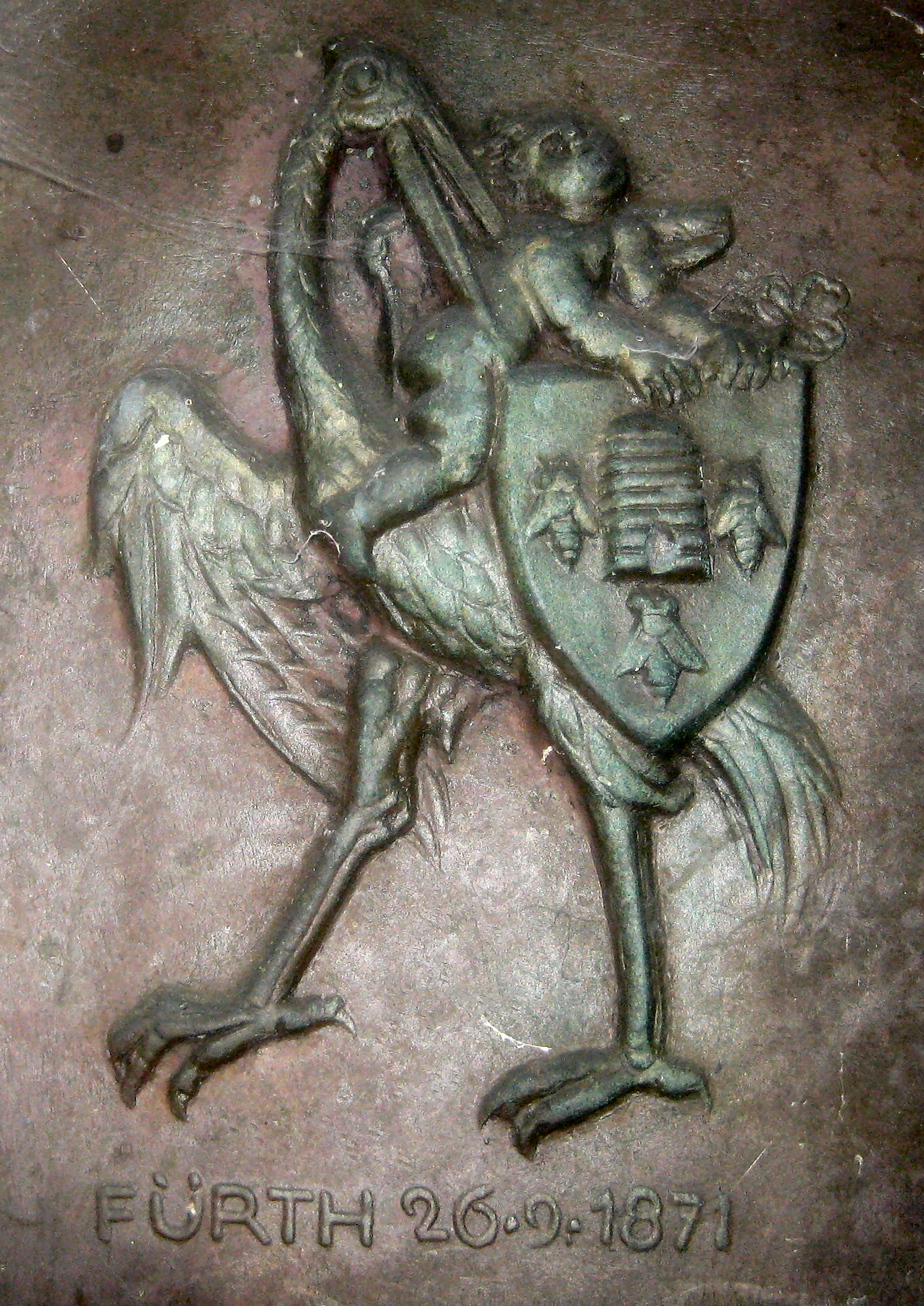
1.
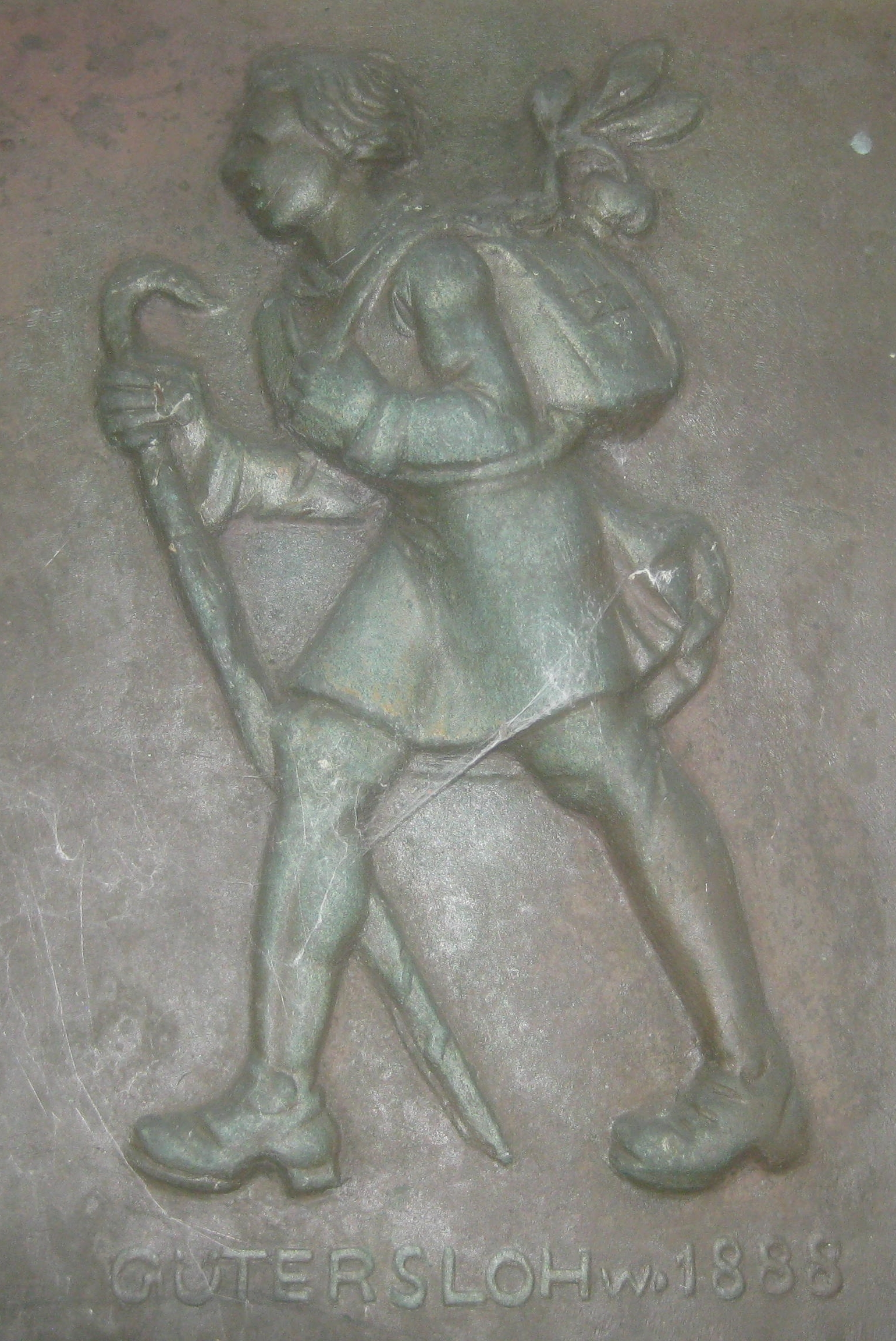
2.
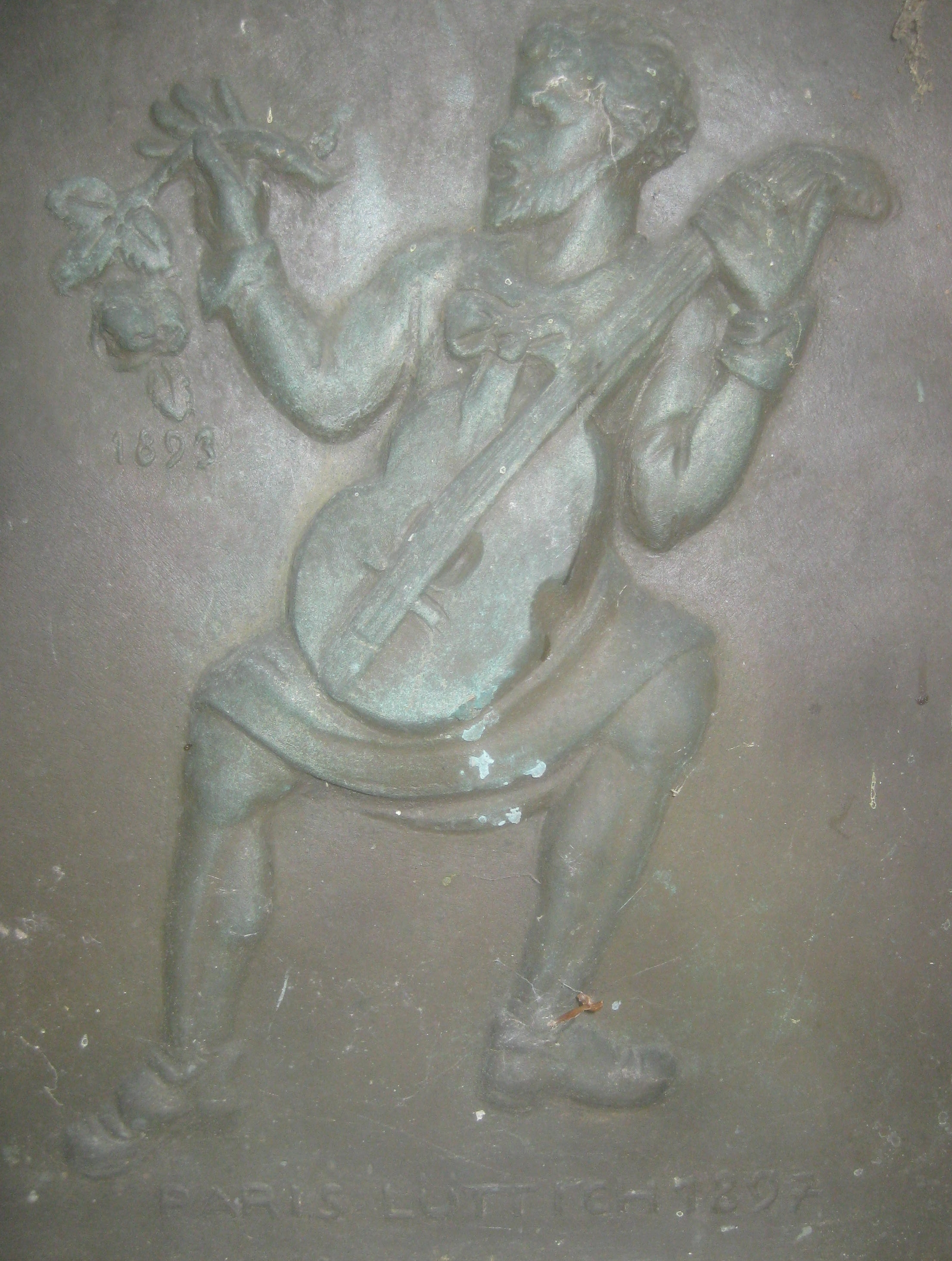
3.
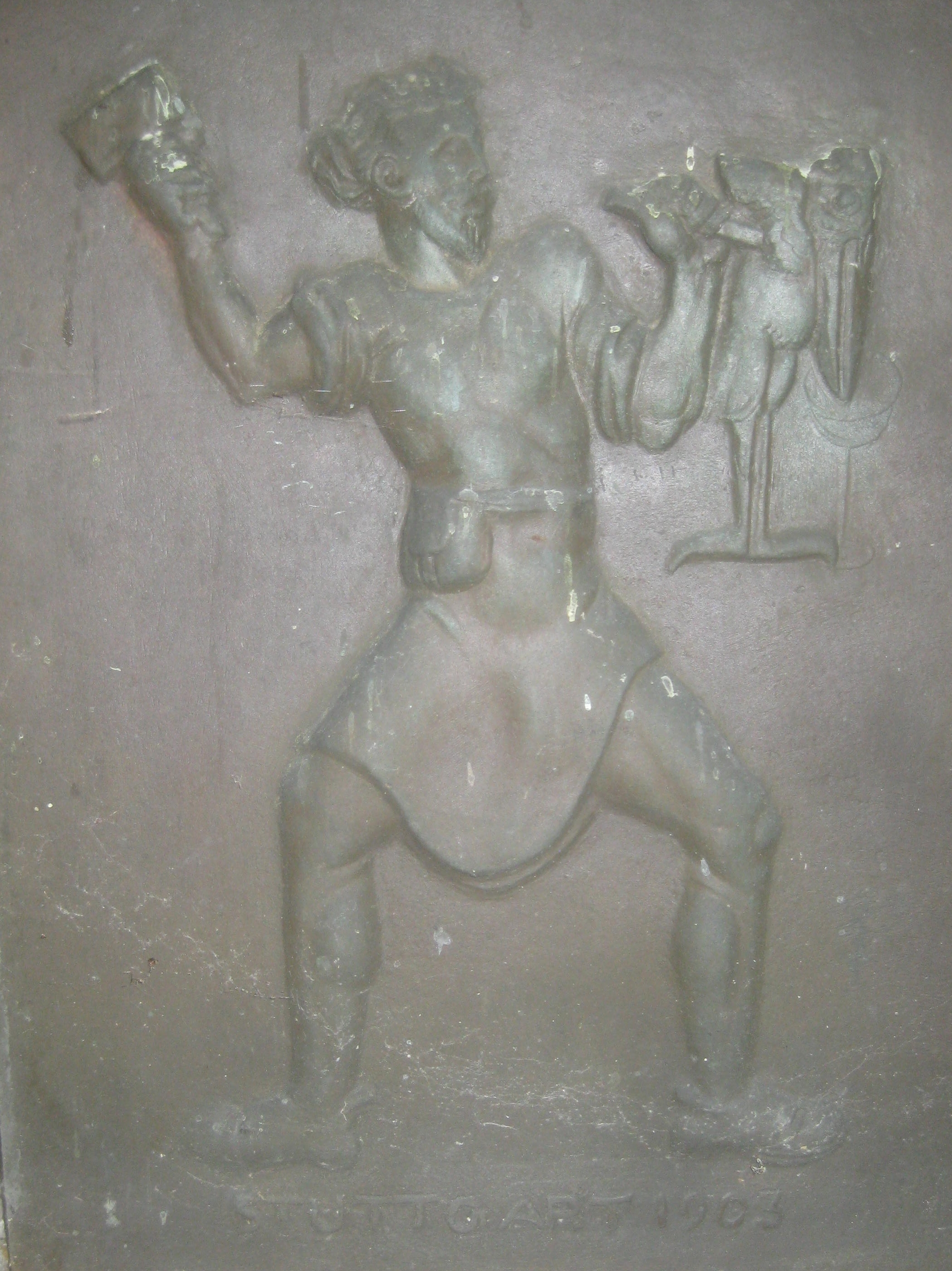
4.

| Nr. | Bildunterschrift                                               | Bildbeschreibung |
| --- | -------------------------------------------------------------- | --- |
| 1   | Fürth 26.9.1871 (Geburtsort und -datum)                        | Storch mit nacktem Kind im Schnabel, das ein Wappenschild mit einem Bienenkorb und drei Bienen hält, an der rechten oberen Ecke des Wappens ein dreiblättriges Kleeblatt, Wappenmotiv von Fürth; Das Bienenwappen spielt auf den Familiennamen Zeitler an: Ein Zeidler war im Mittelalter ein gewerbsmäßiger Sammler von Honig wilder oder halbwilder Bienenvölker. |
| 2   | Gütersloh w. 1888 (Lehre beim Onkel in Gütersloh in Westfalen) | Josef Zeitler auf der Wanderschaft, unterwegs mit Wanderstab und einem Rucksack mit den Initialen JZ, in dem ein Apfelzweig steckt |
| 3   | Paris Lüttich 1893 1897                                        | Josef Zeitler hält in einer Hand sein Saiteninstrument, in der anderen einen Rosenzweig (?), unterschrieben mit der Jahreszahl 1893. Auf seiner Wanderschaft kam er auch nach Paris und auch nach Lüttich. |
| 4   | Stuttgart 1903                                                 | Der athletische, breitbeinig dastehende Josef Zeitler holt mit dem Klöpfel aus, um auf den Meißel zu schlagen, mit dem er die Skulptur eines storchähnlichen Vogels bearbeitet. Der Storch trinkt mit seinem Schnabel aus einem Weinglas, das in filigraner Durchsichtigkeit dargestellt ist.                                                                       |